# Mistrzostwa Świata w Snookerze 2019

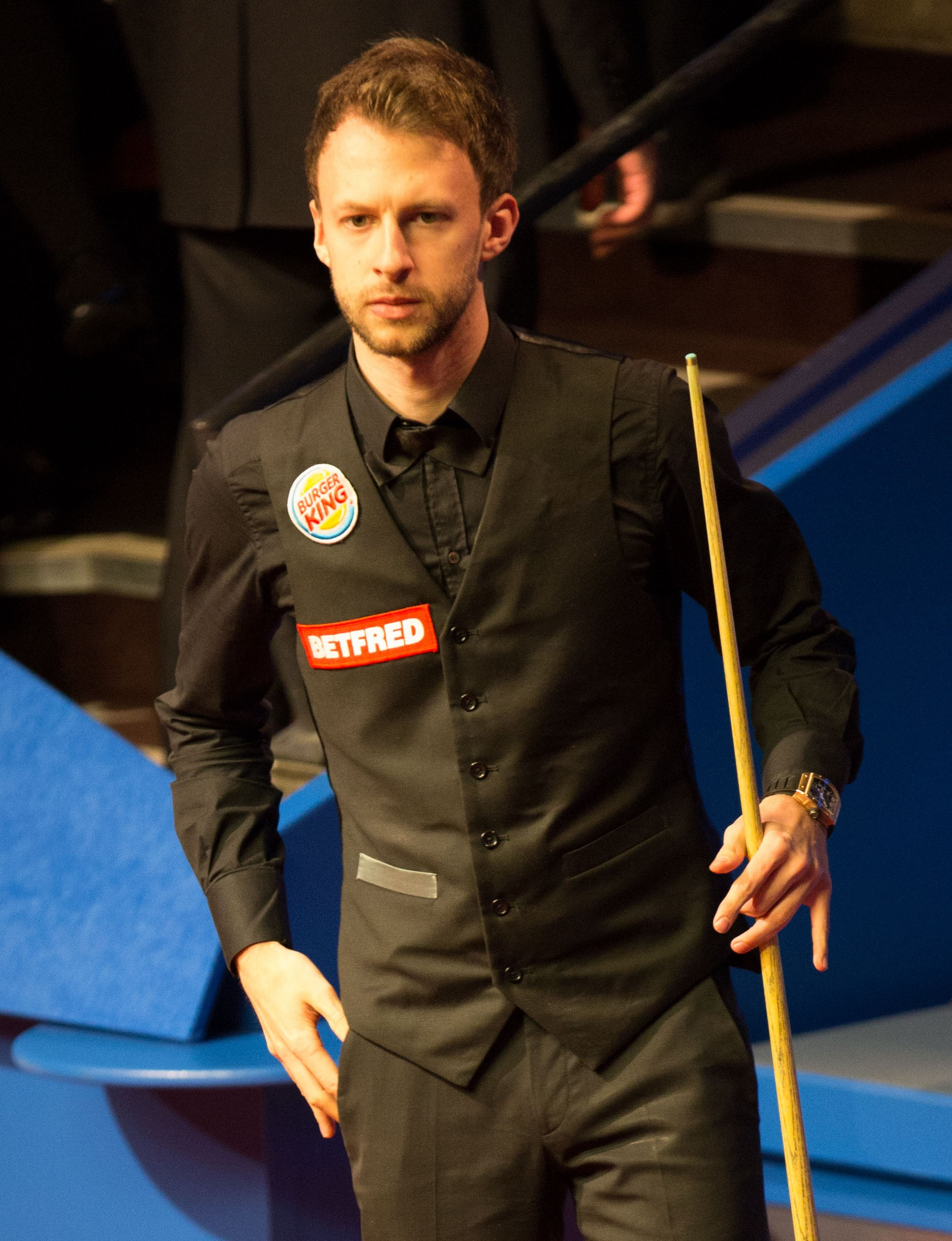
Trump, zwycięzca turnieju

Mistrzostwa Świata w Snookerze 2019 (ang. 2019 Betfred.com World Snooker Championship) – 82. edycja mistrzostw świata w snookerze, która odbyła się w dniach 20 kwietnia–6 maja 2019 roku w Crucible Theatre w Sheffield. Był to dwudziesty i ostatni turniej rankingowy sezonu 2018/2019.
Obrońca tytułu, Walijczyk Mark Williams został wyeliminowany z turnieju w 1/8 finału po porażce 9:13 z Davidem Gilbertem. Mistrzem świata został Judd Trump, który w finale pokonał 18:9 Johna Higginsa.
Turniej był transmitowany w Europie przez stacje BBC i Eurosport, a na świecie przez Facebooka oraz portal YouTube na stronie World Snooker. W Polsce wszystkie mecze fazy telewizyjnej oraz wybrane mecze kwalifikacji można było obejrzeć, w opcji na żywo oraz VOD, w płatnej platformie streamingowej Eurosport Player.

## Organizacja turnieju

### Format rozgrywek

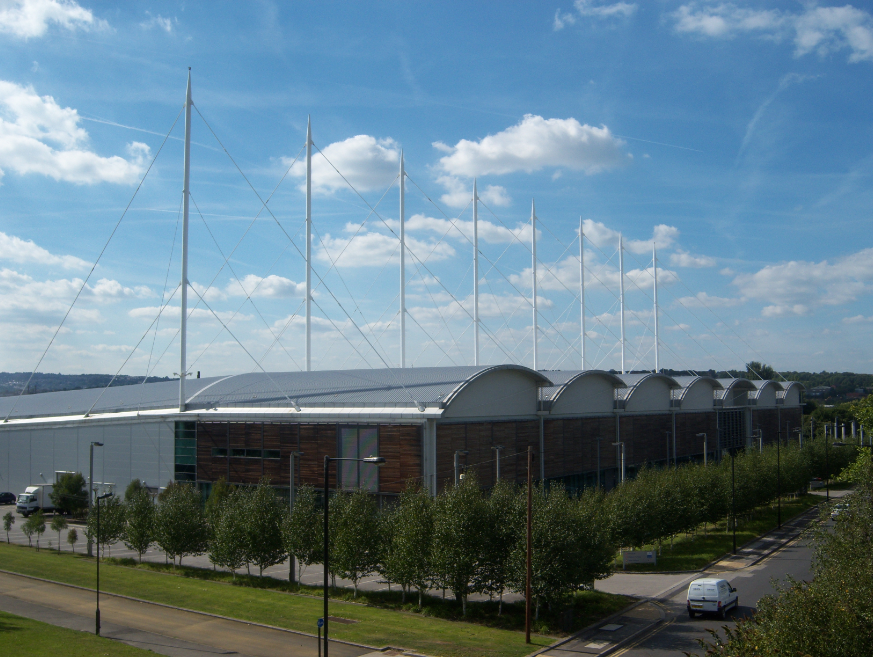
English Institute of Sport

Czołowa szesnastka światowego rankingu miała zagwarantowany udział w turnieju. Pozostali zawodnicy znajdujący się w Main Tourze oraz zaproszeni amatorzy musieli przejść przez trzyrundowe eliminacje, które odbyły się w dniach 10–17 kwietnia 2019 w English Institute of Sport w Sheffield. Eliminacje wyłoniły 16 zawodników zakwalifikowanych do udziału w fazie głównej mistrzostw.
Z numerem 1 rozstawiony został obrońca tytułu Mark Williams, kolejne pozycje ustalane były na podstawie rankingu ustalonego według stanu po turnieju China Open 2019. W kwalifikacjach rozstawieni byli zawodnicy zajmujący miejsca 17–81 w rankingu (Jamie Jones, zajmujący 61. miejsce w rankingu, był wówczas zawieszony przez Światową Federację Snookera i nie zagrał w mistrzostwach).
Mecze w zawodach zostały podzielone na od dwóch do czterech sesji, w których zaplanowana została do rozegrania konkretna liczba partii. Każdy mecz w rundzie kwalifikacyjnej toczył się na dystansie do 10 wygranych frejmów. Z kolei w fazie głównej mistrzostw format rozgrywek wyglądał następująco:
- 1. runda – do 10 wygranych, pierwsza sesja – 9 partii, druga sesja – pozostałe partie (maks. 10),
- 2. runda – do 13 wygranych, pierwsza i druga sesja – 8 partii, trzecia sesja – pozostałe partie (maks. 9),
- Ćwierćfinały – do 13 wygranych, pierwsza i druga sesja – 8 partii, trzecia sesja – pozostałe partie (maks. 9),
- Półfinały – do 17 wygranych, pierwsza, druga i trzecia sesja – 8 partii, czwarta sesja – pozostałe partie (maks. 9),
- Finał – do 18 wygranych, pierwsza i trzecia sesja – 8 partii, druga sesja – 9 partii, czwarta sesja – pozostałe partie (maks. 10).

### Nagrody pieniężne
|                                       | Nagroda     |
| ------------------------------------- | ----------- |
| Zwycięzca                             | 500 000 £   |
| Finalista                             | 200 000 £   |
| Półfinalista                          | 100 000 £   |
| Ćwierćfinalista                       | 50 000 £    |
| Ostatnia 16                           | 30 000 £    |
| Ostatnia 32                           | 20 000 £    |
| Ostatnia 48                           | 15 000 £    |
| Ostatnia 80                           | 10 000 £    |
| Najwyższy break w fazie telewizyjnej  | 10 000 £    |
| Najwyższy break poza fazą telewizyjną | 1 000 £     |
| Break maksymalny w fazie telewizyjnej | 50 000 £    |
| Łączna pula nagród                    | 2 231 000 £ |

### Bilety

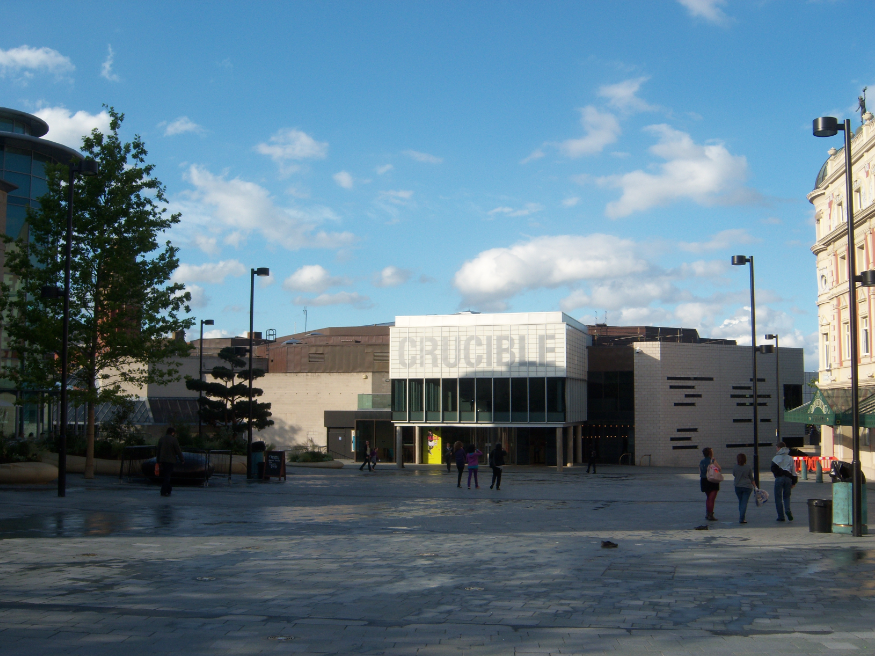
Crucible Theatre

Bilety na poszczególne sesje były rozprowadzane przez stronę internetową www.cruciblesnooker.com oraz telefonicznie. Na mecze pierwszej rundy, drugiej rundy oraz ćwierćfinały bilety były dostępne w dwóch wariantach: standard oraz premium. Na mecze półfinałowe oraz finał bilety były dostępne w trzech wariantach: standard, premium, VIP.
Wariant premium zapewniał:
- miejsca z najlepszą widocznością na stół,
- zestaw upominków World Snooker,
- zestaw słuchawkowy zapewniający komentarz do meczu.

Wariant VIP zapewniał:
- kieliszek wina musującego w restauracji Crucible Corner,
- trzydaniowy lunch lub kolację,
- miejsca z najlepszą widocznością na stół,
- zestaw upominków World Snooker,
- zestaw słuchawkowy zapewniający komentarz do meczu,
- fotografia z pucharem wręczanym mistrzom świata[14][15].

Ceny biletów kształtowały się następująco:
- wariant standard: od 30 £ za wybrane sesje pierwszej rundy do 110 £ za ostatnią sesję finału,
- wariant premium: od 80 £ za wybrane sesje pierwszej rundy do 160 £ za ostatnią sesję finału,
- wariant VIP: od 300 £ za sesje meczów półfinałowych, przez 350 £ za pierwsze 3 sesje finału, do 400 £ za ostatnią sesję finału[12].

## Ciekawostki i wydarzenia związane z turniejem

### Ogólne informacje
- Po raz pierwszy w historii pula nagród w turnieju wyniosła ponad 2 miliony funtów[16].
- 500 tysięcy funtów przeznaczone dla zdobywcy tytułu to najwyższa w historii snookera nagroda. Poprzedni rekord wynosił 425 tys. i został ustanowiony na poprzednich mistrzostwach[1][16].
- Nagroda za breaka maksymalnego podczas fazy głównej mistrzostw została podniesiona przez World Snooker oraz WPBSA z pięciu tysięcy do pięćdziesięciu tysięcy funtów[13].
- Sponsor tytularny zawodów, firma Betfred podjęła decyzję, że za każdy wbity break stupunktowy podczas fazy głównej zawodów, przeznaczy 100 funtów na rzecz Jessie May Children’s Hospice at Home. Natomiast jeśli w całej fazie głównej mistrzostw padnie 80 breaków stupunktowych lub więcej, na rzecz hospicjum firma przeznaczy 25 000 funtów[17].
- W fazie głównej mistrzostw wbitych zostało sto breaków stupunktowych. Jest to największa liczba takich podejść w historii rozgrywania mistrzostw w Crucible. Do tej pory rekord wynosił 86 i został ustanowiony w 2015 oraz 2016 roku[18].

### Kwalifikacje
- Do kwalifikacji przystąpiło trzech byłych mistrzów świata: Ken Doherty (1997), Peter Ebdon (2002) i Graeme Dott (2006) i dwie mistrzynie świata kobiet: jedenastokrotna mistrzyni Reanne Evans i trzykrotna, w tym aktualna, Ng On Yee[10][19]. Dott jako jedyny przebrnął przez kwalifikacje.
- W kwalifikacjach do fazy głównej mistrzostw wystąpił jeden Polak, Adam Stefanów. Przegrał on w pierwszej rundzie z Tajem Nopponem Saengkhamem w stosunku 3 do 10[20].
- Noppon Saengkham w trakcie meczu z Polakiem, Adamem Stefanówem, wbił breaka w wysokości 146 punktów, który zarazem był najwyższym breakiem kwalifikacji[20].
- W poniedziałek, 8 kwietnia, 2 dni przed rozpoczęciem kwalifikacji, Michael Judge zastąpił w drabince Chińczyka Zhang Jiankanga(inne języki)[21]. Judge wygrał swój pierwszy oraz drugi mecz kwalifikacji. Przegrał w ostatniej, trzeciej rundzie z Jamesem Cahillem[22].
- Jimmy White, w pierwszej rundzie kwalifikacji, zagrał 102. mecz w mistrzostwach świata (sumując występy w kwalifikacjach oraz w fazie telewizyjnej). Wynik ten pozwolił pobić osiągnięcie największej liczby rozegranych meczów w czempionacie, które do tej pory należało do Steve’a Davisa[23].
- James Cahill prowadził w meczu z Andrew Higginsonem 7–0, by następnie przegrywać 8-9. Ostatecznie mecz zakończył się wynikiem 10–9 na korzyść Cahilla[20].
- Marco Fu, który przegrał swój mecz kwalifikacyjny w pierwszej rundzie z Luo Honghao, nie zagrał w fazie głównej mistrzostw pierwszy raz od 2004 roku[24].
- Robert Milkins w meczu trzeciej rundy prowadził po pierwszej sesji z Anthonym McGillem 7-2[25]. McGill ostatecznie wygrał pojedynek 10–8[22].
- Mark Davis wygrywając pojedynek trzeciej rundy z Lü Haotianem, awansował po raz dziesiąty do fazy głównej mistrzostw z kwalifikacji. Jest to największa liczba awansów wśród wszystkich zawodników w historii, którzy brali udział w kwalifikacjach do mistrzostw świata[22].

### 1. runda
- Ronnie O’Sullivan zagrał w fazie głównej mistrzostw po raz 27. z rzędu[26], co stanowi wyrównanie rekordu Stephena Hendry’ego[27]. John Higgins natomiast zaliczył 25. kolejny występ[28].
- James Cahill jako pierwszy amator w historii zagrał w fazie głównej mistrzostw. W decydującej rundzie kwalifikacji pokonał on innego amatora, Michaela Judge’a[22][29].
- Najstarszym zawodnikiem, który wziął udział w fazie telewizyjnej był 46-letni Mark Davis[22], zaś najmłodszym 19-letni Luo Honghao[30].
- W pierwszej rundzie turnieju zagrało 8 mistrzów świata, którzy łącznie zdobyli 19 tytułów mistrzowskich. Byli to: Ronnie O’Sullivan (2001, 2004, 2008, 2012, 2013), John Higgins (1998, 2007, 2009, 2011), Mark Williams (2000, 2003, 2018), Mark Selby (2014, 2016, 2017), Shaun Murphy (2005), Graeme Dott (2006), Neil Robertson (2010) i Stuart Bingham (2015). Jedynym zawodnikiem, który nie zagrał w fazie głównej tegorocznego czempionatu oraz zdobył tytuł mistrzowski w XXI wieku był Peter Ebdon (2002)[31].
- W fazie głównej mistrzostw wystąpiło siedmiu debiutantów, w tym czterech Chińczyków: Tian Pengfei, Luo Honghao, Li Hang, Zhao Xintong, Michael Georgiou, James Cahill i Scott Donaldson. Georgiou był pierwszym w historii Cypryjczykiem grającym w Crucible Theatre[30].
- W pierwszej rundzie mistrzostw zagrała rekordowa liczba sześciu reprezentantów Chin. Poprzedni rekord został ustanowiony w 2017 roku, gdy w czempionacie wystąpiło pięciu Chińczyków[30].
- Mecz Luki Brecela i Gary’ego Wilsona został przerwany przy stanie 9-8 dla tego drugiego z powodu przeciągającej się gry. Został on dokończony tego samego dnia wieczorem, tuż po zwolnieniu pierwszego stołu przez zawodników grających planowo w sesji wieczornej[32]. Decydujący, dziewiętnasty frejm w tym meczu trwał 79 minut i 31 sekund. Była to najdłuższa partia w historii fazy głównej mistrzostw świata rozgrywanej w Crucible Theatre[33].
- Shaun Murphy jako drugi zawodnik w historii fazy głównej mistrzostw świata rozgrywanej w Crucible Theatre, wygrał mecz do zera. Pokonał on w meczu Luo Honghao 10–0. Poprzedni taki mecz miał miejsce w 1992 roku, gdy również w meczu pierwszej rundy, John Parrott pokonał Eddiego Charltona takim samym rezultatem[34].
- Luo Honghao, w przegranym 0–10 meczu z Shaunem Murphym, pobił rekord w najmniejszej liczbie zdobytych punktów w meczu fazy głównej mistrzostw świata rozgrywanej w Crucible Theatre. W całym meczu zdobył on zaledwie 89 punktów. Do tej pory rekord ten należał do Danny’ego Fowlera(inne języki), który w 1991 roku zdobył 191 punktów w meczu przegranym 1–10 ze Stephenem Hendrym[34].
- Brat Johna Higginsa, Jason, po zakończeniu pierwszej sesji meczu Higginsa z Markiem Davisem spadł ze schodów w Crucible Theatre i złamał rzepkę. Higgins spędził z bratem kilka godzin w szpitalu, jednak nie przeszkodziło mu to dokończyć pojedynku i ostatecznie pokonać Davisa 10–7[35].
- Ronnie O’Sullivan po raz pierwszy od 2003 roku oraz po raz czwarty w karierze został wyeliminowany z mistrzostw świata w pierwszej rundzie. Przegrał on mecz z amatorem, Jamesem Cahillem 8–10. Rezultat tego meczu został uznany przez stronę World Snooker[b] jako jedno z sześciu najbardziej szokujących rozstrzygnięć podczas pierwszej rundy mistrzostw świata w snookerze w historii[36][37].
- Stuart Bingham w meczu z Graemem Dottem prowadził 8–1. Mecz ostatecznie zakończył się wynikiem 10–9 na korzyść Anglika. Bingham przegrał również szesnastą partię pojedynku poprzez zasadę trzech fauli[38].

### 2. runda
- Gary Wilson[33], James Cahill[37] oraz Zhou Yuelong[39] po raz pierwszy w karierze zagrali w drugiej rundzie mistrzostw świata.
- Mark Williams, po rozegraniu pierwszej sesji meczu z Davidem Gilbertem, skarżył się na ból w klatce piersiowej. Z tego powodu został przyjęty do szpitala w celu wykonania dalszych badań[40]. Ostatecznie Walijczyk dokończył pojedynek, jednak to Anglik okazał się w nim lepszy, wygrywając 13–9. Było to jednoznaczne z wyeliminowaniem obrońcy tytułu z turnieju[3].
- Zwycięstwo Gary’ego Wilsona nad Markiem Selbym było pierwszym takim rezultatem meczu między tymi dwoma graczami w historii. Z poprzednich pięciu pojedynków za każdym razem górą wychodził Selby, wliczając w to finał turnieju China Open 2015[41].
- James Cahill dzięki występowi w drugiej rundzie mistrzostw świata, zapewnił sobie status profesjonalisty w sezonie 2019/2020[42].
- Barry Hawkins oraz Kyren Wilson drugi raz w historii fazy głównej mistrzostw świata rozgrywanej w Crucible, wbili cztery breaki stupunktowe w meczu z rzędu. Hawkins notował w podejściach kolejno: w partii czwartej 130 punktów, szóstej 136 punktów oraz siódmej 137 punktów. Wilson z kolei w partii piątej wbił w podejściu 111 punktów[43]. Poprzednio takie osiągnięcie było dziełem Ronniego O’Sullivana oraz Stephena Hendry’ego w półfinale imprezy w 1999 roku[44]. Ponadto w całym meczu padło dziewięć breaków stupunktowych (cztery autorstwa Hawkinsa, pięć Wilsona) – najwięcej w historii meczów rozgrywanych na dystansie do 13 wygranych frejmów. Jest to zarazem trzeci wynik w historii snookera, więcej stupunktowych podejść w jednym meczu zaliczyli jedynie Ding Junhui i Alan McManus w półfinale mistrzostw w 2016 roku oraz John Higgins i Judd Trump w finale opisywanych mistrzostw. W meczach tych padło odpowiednio dziesięć oraz jedenaście takich breaków[18][45].

### Ćwierćfinały
- Gary Wilson[41] oraz David Gilbert[3] po raz pierwszy w karierze zagrali w ćwierćfinale mistrzostw świata.
- David Gilbert po raz pierwszy w karierze zwyciężył w meczu z Kyrenem Wilsonem. W dotychczasowych trzech pojedynkach zawsze lepszym okazywał się Wilson, wliczając w to finał turnieju German Masters 2019[46].

### Półfinały
- Gary Wilson jest piątym najniżej sklasyfikowanym w rankingu światowym zawodnikiem w historii, który dotarł do półfinału mistrzostw świata[47].
- Gary Wilson oraz David Gilbert po raz pierwszy w karierze zagrali w półfinale mistrzostw świata[48].
- John Higgins trzeci raz z rzędu oraz po raz dziesiąty w karierze zagrał w półfinale mistrzostw świata[28]. Z kolei Judd Trump awansował to tej fazy mistrzostw pierwszy raz od 2015 roku oraz po raz czwarty w karierze[49].
- Podejście Johna Higginsa w wysokości 143 punktów, w meczu z Davidem Gilbertem, było 86. breakiem stupunktowym turnieju. Pozwoliło to wyrównać rekord liczby takich podejść w fazie głównej turnieju rozgrywanej w Crucible. Do tej pory 86 breaków stupunktowych padało w imprezach rozgrywanych w latach 2015 oraz 2016[50]. To podejście Higginsa było jednocześnie najwyższym breakiem fazy telewizyjnej[51].

### Finał
- Na sędziego finału wybrany został Leo Scullion, dla którego był to pierwszy w karierze finał mistrzostw świata[52].
- John Higgins po raz trzeci z rzędu oraz po raz ósmy w karierze awansował do finału imprezy. Jak do tej pory wygrał on cztery z siedmiu finałów, w których uczestniczył (1998, 2007, 2009, 2011), jednak ostatnie potyczki w dwóch poprzednich latach skończyły się dla Szkota porażkami[28].
- Judd Trump po raz drugi w karierze awansował do finału mistrzostw świata. Po raz pierwszy zagrał w nim w 2011 roku[53].
- Finał między Johnem Higginsem oraz Juddem Trumpem został rozegrany w takim samym składzie jak finał w 2011 roku. Wtedy Szkot pokonał Anglika wynikiem 18–15[54].
- John Higgins awansując po raz ósmy do finału mistrzostw, wyrównał osiągnięcie Steve’a Davisa. Więcej występów w finale czempionatu rozgrywanego w Crucible, w liczbie dziewięciu, ma jedynie inny Szkot, Stephen Hendry[55].
- Podejście Judda Trumpa w wysokości 104 punktów z dwudziestej piątej partii finału było setnym breakiem stupunktowym całego turnieju[18].
- Judd Trump w meczu finałowym wbił siedem breaków stupunktowych. Pozwoliło to wyrównać rekord w liczbie takich podejść osiągniętych w jednym meczu przez jednego zawodnika. Do tej pory takim osiągnięciem popisali się jedynie: Stephen Hendry w finale UK Championship 1994(inne języki) oraz Ding Junhui w półfinale mistrzostw świata w 2016 roku[56].
- Judd Trump oraz John Higgins razem w meczu finałowym wbili jedenaście breaków stupunktowych. Jest to największa liczba takich podejść w jednym meczu w historii. Do tej pory rekord należał do Ding Junhuia oraz Alana McManusa, który został ustanowiony w półfinale mistrzostw w 2016 roku[18].
- Judd Trump pokonał Johna Higginsa 18–9, jednocześnie zdobywając pierwszy tytuł mistrzowski w karierze[4].
- Zdobywając tytuł mistrzowski, Judd Trump został pierwszym w historii snookerzystą, który podczas jednego sezonu zarobił ponad milion funtów[57].
- Judd Trump został jedenastym w historii graczem, który skompletował zwycięstwa we wszystkich turniejach „potrójnej korony”[57].
- John Higgins jest drugim w historii graczem, który przegrał trzy finały mistrzostw świata z rzędu. Pierwszym z nich jest Jimmy White, który bez powodzenia grał w finałach w latach 1990–1994[57].

## Zawodnicy

### Zawodnicy rozstawieni
W turnieju na 1. pozycji rozstawiony został obrońca tytułu Mark Williams. Kolejnych 15 miejsc zostało obsadzonych według kolejności na liście rankingowej na sezon 2018/2019, uwzględniającej wszystkie punkty zdobyte do turnieju China Open 2019 włącznie.
- (w nawiasie okrągłym podano rundę, w której zawodnik zakończył udział w turnieju)[59]

1. Mark Williams (2R)
2. Ronnie O’Sullivan (1R)
3. Mark Selby (2R)
4. Neil Robertson (QF)
5. John Higgins (F)
6. Mark Allen (1R)
7. Judd Trump (W)
8. Kyren Wilson (QF)
9. Barry Hawkins (2R)
10. Ding Junhui (2R)
11. Jack Lisowski (1R)
12. Stuart Bingham (2R)
13. Shaun Murphy (2R)
14. Luca Brecel (1R)
15. Stephen Maguire (QF)
16. David Gilbert (SF)

### Zawodnicy nierozstawieni
Poniżsi zawodnicy wywalczyli udział w mistrzostwach dzięki kwalifikacjom.
- (w nawiasie okrągłym numer zajmowany na liście rankingowej)[58]
- [w nawiasie kwadratowym etap, na którym zawodnik zakończył udział w turnieju][59]

1. Joe Perry (#18) [1R]
2. Allister Carter (#19) [QF]
3. Graeme Dott (#21) [1R]
4. Anthony McGill (#24) [1R]
5. Li Hang (#28) [1R]
6. Martin Gould (#29) [1R]
7. Gary Wilson (#32) [SF]
8. Zhou Yuelong (#35) [2R]
9. Mark Davis (#38) [1R]
10. Scott Donaldson (#39) [1R]
11. Thepchaiya Un-Nooh (#43) [1R]
12. Michael Georgiou (#52) [1R]
13. Zhao Xintong (#66) [1R]
14. Tian Pengfei (#80) [1R]
15. Luo Honghao (#92) [1R]
16. James Cahill (-[c]) [2R]

## Sędziowie
Poniżsi sędziowie zostali wybrani do prowadzenia spotkań w fazie głównej turnieju:

- Desisława Bożiłowa
- Paul Collier
- Marcel Eckardt
- Colin Humphries
- Olivier Marteel
- Brendan Moore
- Leo Scullion
- Rob Spencer(inne języki)
- Jan Verhaas
- Ben Williams

## Przebieg turnieju

### 1. runda
Pierwsza runda turnieju została rozegrana w dniach 20–25 kwietnia.

#### M. Williams – M. Gould
Pojedynek między obrońcą tytułu, Markiem Williamsem a Martinem Gouldem rozpoczął się 20 kwietnia w porannej sesji. Pierwszego frejma meczu wygrał Gould, wbijając przy okazji breaka w wysokości 64 punktów. Kolejne pięć partii wygrał Williams, podczas których wbił jednego breaka stupuntkowego oraz 2 breaki powyżej 50 punktów. Były to kolejno: 129 punktów w szóstej partii, 55 punktów w czwartej partii oraz 54 punkty w partii piątej. Przy prowadzeniu obrońcy tytułu 5–1 Gould odrobił część strat wygrywając dwa kolejne frejmy, wbijając przy tym w partii siódmej breaka w wysokości 62 punktów. Na zakończenie pierwszej sesji, partię dziewiątą wygrał Williams breakiem 97-punktowym.
Mecz został wznowiony tego samego dnia w sesji wieczornej przy wyniku 6–3 dla Williamsa. W partii dziesiątej Gould w podejściu uzyskał 52 punkty, jednak ostatecznie to Williams zwyciężył w tym frejmie. W partii kolejnej break w wysokości 59 punktów pozwolił już triumfować Anglikowi. Pozostałe dwa frejmy przed regulaminową przerwą wygrał Walijczyk, w których zanotował 3 podejścia powyżej 50 punktów. Były to kolejno w partii jedenastej 70 punktów oraz w partii dwunastej 56 i 69 punktów. Po regulaminowej przerwie trzy partie z rzędu wygrał Gould zmniejszając prowadzenie Williamsa do 9–7. Zanotował przy tym podejścia w wysokości: 70, 87 oraz 76 punktów. Partię siedemnastą wygrał Williams, ustalając wynik meczu na 10–7.
Wynik: Mark Williams 10–7 Martin Gould
I sesja: 0–69 (64), 53–26, 69–13, 64 (55)–16, 63 (54)–11, 129 (129)–0, 32–73 (62), 50–58, 97 (97)–0
II sesja: 66–59 (52), 12–70 (59), 71 (70)–53 (53), 129 (56, 69)–0, 17–70 (70), 0–131 (87), 34–77 (76), 80–13

#### D. Gilbert – J. Perry
Mecz rozpoczął się 22 kwietnia w sesji wieczornej. Pierwsze cztery partie spotkania wygrał Gilbert, w których zanotował między innymi podejścia w wysokości 51 i 75 punktów. Po regulaminowej przerwie mecz stał się bardziej wyrównany. Dwie kolejne partie wygrał Perry, w których wbił breaka w wysokości 68 punktów. Kolejne dwie partie wygrywał z kolei Gilbert, podejściami w wysokości 53 i 56 punktów. Ostatnią, dziewiątą partię sesji wygrał Perry, zmniejszając prowadzenie Gilberta do stanu 6–3.
Mecz został wznowiony 23 kwietnia w sesji popołudniowej. W drugiej sesji meczu, do przerwy regulaminowej zawodnicy podzielili się wygranymi partiami. Pierwszą i trzecią partię sesji wygrał Gilbert, drugą i czwartą Perry. W trakcie tych frejmów, Perry zanotował między innymi breaki w wysokości 136 i 69 punktów. Po regulaminowej przerwie dwie partie z rzędu wygrał Perry doprowadzając do wyniku 8–7. Wbił przy tym breaka w wysokości 72 punktów. Gilbert udanie odpowiedział Perry’emu, wygrywając dwie kolejne partie, ustalając tym samym wynik meczu na 10–7.
Wynik: David Gilbert 10–7 Joe Perry
I sesja: 98 (51)–0, 78–30, 75 (75)–0, 69–44, 4–68 (68), 15–66, 66 (53)–32, 84 (56)–15, 4–117 (68)
II sesja: 67–55 (55), 0–136 (136), 66–55, 14–117 (69), 1–72 (72), 47–54, 90 (52)–31, 76–31

#### B. Hawkins – Li H.
Mecz został rozpoczęty 24 kwietnia w sesji porannej. Pierwszą sesję pojedynku zdominował Hawkins, który wygrał pierwsze osiem partii. Zanotował przy tym podejścia w wysokości: 84, 85, 77 oraz 55 punktów. Li wygrał ostatnią, dziewiątą partię sesji, zmniejszając prowadzenie Anglika do 8–1.
Mecz został rozstrzygnięty 24 kwietnia w sesji wieczornej rozpoczętej przy wyniku 8–1 dla Hawkinsa. Druga sesja pojedynku składała się wyłącznie z dwóch partii, które na swoje konto zapisał Anglik, zwyciężając tym samym w całym pojedynku 10–1. Hawkins w drugiej sesji zanotował podejścia w wysokości 69 i 95 punktów.
Wynik: Barry Hawkins 10–1 Li Hang
I sesja: 63–49, 89 (84)–1, 86–23, 85 (85)–0, 77 (77)–0, 54–52, 91 (55)–32, 74–37, 24–74
II sesja: 69 (69)–4, 95 (95)–38

#### K. Wilson – S. Donaldson
Mecz rozpoczął się 24 kwietnia w sesji popołudniowej. Pierwsze trzy partie meczu wygrał Wilson, notując przy tym podejście w wysokości 100 punktów. W czwartym frejmie Anglik wbił breaka 60-punktowego, jednak to finalnie Donaldson triumfował w tej partii. Po regulaminowej przerwie kolejną partię wygrał Wilson. W partii szóstej obaj zawodnicy wbijali wysokie breaki. Kolejno Wilson – 51 punktów, z kolei Donaldson 56 punktów. Końcowy rezultat partii ostatecznie był korzystny dla Szkota. W partii siódmej to ponownie Donaldson zbudował wysokiego, 63-punktowego breaka, jednak to Wilson zwyciężył w tej partii. Kolejna partia też padła łupem Anglika. Przed ostatnią zaplanowaną dziewiąta partią sesji pojedynek został przerwany z powodu przeciągającej się gry. Zaległa partia została rozegrana w drugiej sesji meczu.
Pojedynek został wznowiony 25 kwietnia w sesji wieczornej. Przed regulaminową przerwą obaj snookerzyści wygrali po dwie partie. Jedynym breakiem powyżej 50 punktów było podejście Donaldsona z frejma numer 9, kiedy to wbił on 63 punkty. Po powrocie do gry Wilson wygrał partię trzynastą wbijając w niej dwa breaki powyżej 50 punktów. Kolejna partia także została wygrana przez Anglika, który tym samym został ostatnim zawodnikiem, który zapewnił sobie awans do 1/8 finału mistrzostw.
Wynik: Kyren Wilson 10–4 Scott Donaldson
I sesja: 56–47, 100 (100)–0, 102–16, 61 (60)–64, 61–12, 57 (51)–68 (56), 72–67 (63), 73–40
II sesja: 0–96 (63), 85–69, 68–55, 33–70, 115 (52, 63)–11, 78 (55)–5

#### J. Higgins – M. Davis
Mecz rozpoczął się 21 kwietnia w sesji porannej. Do przerwy regulaminowej w pierwszej sesji, Higgins z Davisem rozdzielili między sobą zwycięstwa w partiach. Partię pierwszą oraz czwartą wygrał Anglik, wbijając między innymi breaka w wysokości 57 punktów. Partię drugą i trzecią wygrał Szkot podejściami 100 i 61-punktowymi. Po przerwie pojedynek zdominował Higgins, który wygrał cztery z pięciu partii. Zwyciężając w partii piątej, szóstej, ósmej i dziewiątej jednocześnie wbijał breaki w wysokości: 61, 75, 84, 63 oraz 63 punktów. Davis zdołał wygrać tylko partię siódmą podejściem 51-punktowym.
Mecz został wznowiony 22 kwietnia w sesji popołudniowej z wynikiem 6–3 dla Higginsa. Z pierwszych czterech partii drugiej sesji trzy wygrał Davis, doprowadzając do wyniku 7–6. Zanotował przy tym podejścia w wysokości 57, 64 oraz 82 punktów. Po regulaminowej przerwie breakiem 135-punktowym popisał się Higgins. Davis szybko odpowiedział na wygranego frejma rywala, wygrywając kolejną partię. Przy wyniku 8–7 dla Higginsa, Szkot już nie pozwolił Davisowi dalej odrabiać start. W partii szesnastej pojedynku wbił kolejnego breaka powyżej 100 punktów, a w partii siedemnastej ustalił wynik spotkania na 10–7.
Wynik: John Higgins 10–7 Mark Davis
I sesja: 0–69 (57), 100 (100)–0, 73–44, 1–69, 74 (61)–0, 75 (75)–0, 0–92 (51), 97 (84)–0, 126 (63, 63)–0
II sesja: 32–68 (57), 20–82 (64), 55–42, 4–82 (82), 135 (135)–0, 5–80, 140 (132)–0, 74–7

#### S. Bingham – G. Dott
Mecz rozpoczął się 23 kwietnia w sesji porannej. Pierwsza sesja pojedynku przebiegała pod dyktando Binghama, który wygrał osiem z dziewięciu partii. W wygranych przez siebie partiach odnotował kolejno podejścia w wysokości: 90, 56, 80, 107, 56 i 96 punktów. Trzecia partia meczu była jedyną, którą wygrał Dott, wbijając w niej breaka 57-punktowego.
Drugą sesję meczu rozpoczętą tego samego dnia w sesji wieczornej lepiej rozpoczął Dott, który wygrał trzy pierwsze partie breakami 114, 70 i 77-punktowymi. Czwartą partię sesji na czarnej bili wygrał Bingham, dzięki czemu na regulaminową przerwę zawodnicy schodzili przy wyniku 9–4. Po przerwie Szkot wygrał dwie pierwsze partie, nie osiągając w nich breaków 50-punktowych. Szesnasta partia zakończyła się przedwcześnie – Bingham przegrał w niej poprzez zasadę trzech fauli. Kolejne dwie partie również wygrał Dott, dzięki czemu doszło do decydującego, dziewiętnastego frejma. W nim lepszy okazał się Bingham, triumfując ostatecznie w całym pojedynku 10–9.
Wynik: Stuart Bingham 10–9 Graeme Dott
I sesja: 68–20, 73–44, 67–74 (57), 90 (90)–47, 57 (56)–38, 86 (80)–26, 108 (107)–14, 72 (56)–0, 96 (96)–0
II sesja: 0–114 (114), 16–79 (70), 4–103 (77), 73–59, 31–64, 36–67, 1–12, 17–84, 38–89 (88), 56–29

#### S. Murphy – Luo H.

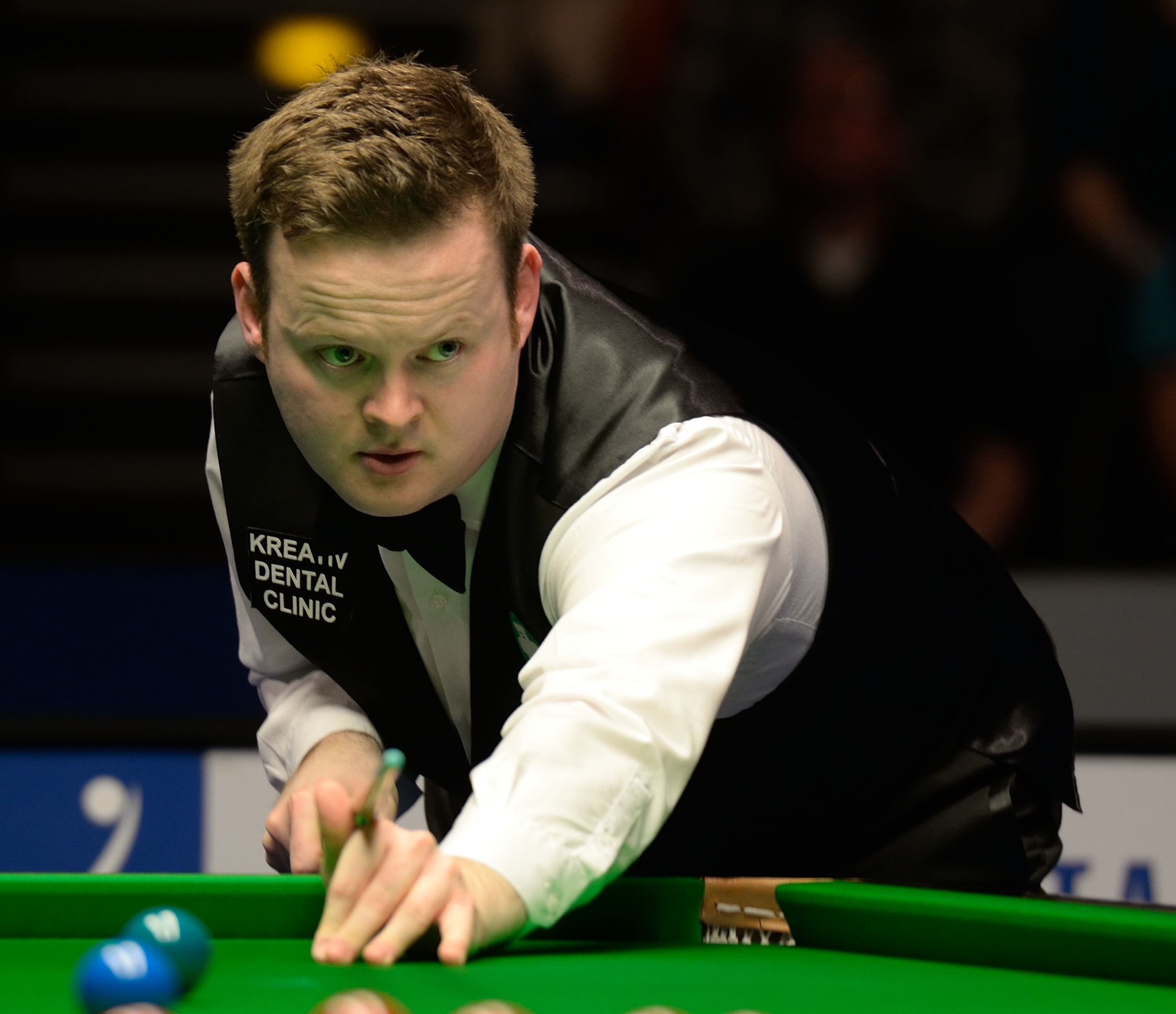
Shaun Murphy – drugi w historii gracz, który wygrał mecz do zera w Crucible

Mecz rozpoczął się 21 kwietnia w sesji popołudniowej. Pierwsza sesja przebiegała pod całkowite dyktando Murphy’ego, który wygrał wszystkie dziewięć partii. Skompletował przy tym breaki w wysokości: 138, 102, 101, 76, 62 i 123 punktów. Całkowity dorobek punktowy Luo w tej sesji wyniósł 78 punktów przy 852 Murphy’ego.
Mecz został wznowiony 22 kwietnia w sesji porannej. Druga sesja składała się z jednej partii, którą Murphy wygrał podejściem w wysokości 59 punktów.
Wynik: Shaun Murphy 10–0 Luo Honghao
I sesja: 138 (138)–0, 119 (102)–4, 79–9, 101 (101)–0, 64–32, 76 (76)–0, 80–33, 71 (62)–0, 124 (123)–0
II sesja: 76 (59)–11

#### N. Robertson – M. Georgiou
Mecz został rozpoczęty 20 kwietnia w sesji popołudniowej. Pierwszą sesję meczu zdominował Robertson, który wygrał wszystkie dziewięć frejmów, w trakcie których wbijał kolejno breaki w wysokości: 58, 100, 96, 68, 120, 85 oraz 55 punktów. Całkowity dorobek punktowy Georgiou w pierwszej sesji wyniósł 107 punktów przy 806 Robertsona.
Mecz został wznowiony 21 kwietnia w sesji wieczornej. Druga sesja składała się z dwóch partii. Pierwszą z nich wygrał Georgiou breakiem 90-punktowym, tym samym unikając porażki do zera w całym meczu. W kolejnej partii Robertson zamknął spotkanie podejściem w wysokości 64 punktów, ustalającym tym samym końcowy rezultat na 10–1.
Wynik: Neil Robertson 10–1 Michael Georgiou
I sesja: 79 (58)–18, 101 (100)–1, 58–10, 114 (96)–0, 73 (68)–5, 121 (120)–0, 54–39, 132 (85)–0, 74 (55)–34
II sesja: 1–90 (90), 111 (64)–1

#### M. Selby – Zhao X.
Mecz został rozpoczęty 22 kwietnia w sesji porannej. Przed regulaminową przerwą, pierwsze trzy partie wygrał Zhao, na które zwycięstwem w partii czwartej odpowiedział Selby. Anglik zwyciężając swoją pierwszą partię w meczu, jednocześnie zbudował pierwszego wysokiego breaka w meczu w wysokości 102 punktów. Po przerwie dwie kolejne partie wygrał Chińczyk, doprowadzając do rezultatu 5–1. Zanotował przy tym między innymi podejście w wysokości 90 punktów. Partie numer siedem oraz osiem wygrał Selby, w których również padały wysokie podejścia. W siódmej Anglik popisał się breakiem w wysokości 51 punktów, z kolei w ósmej 131 punktów. Przed rozpoczęciem ostatniej, dziewiątej partii sesji, mecz został przerwany z powodu przeciągającej się gry. Zaległa partia została rozegrana w drugiej sesji meczu.
Mecz został wznowiony 22 kwietnia w sesji wieczornej przy wyniku 5–3 dla Chińczyka. W drugiej sesji Selby do regulaminowej przerwy odrobił wszystkie straty, wygrywając trzy z czterech partii. Zanotował przy tym podejścia w wysokości 62, 131 i 51 punktów. Po wznowieniu gry po przerwie Anglik wyszedł na prowadzenie 7–6, wygrywając kolejną partię jednym, 83-punktowym podejściem. Chińczyk zdołał doprowadzić do jeszcze jednego remisu, 7–7, wygrywając czternastą partię meczu, notując w niej podejście 50-punktowe. Do końca meczu kolejne partie wygrywał już tylko Selby, ustalając tym samym końcowy wynik na 10–7.
Wynik: Mark Selby 10–7 Zhao Xintong
I sesja: 39–100, 47–53, 30–85, 102 (102)–4, 0–90 (90), 35–80, 67 (51)–5, 135 (131)–7
II sesja: 87 (62)–15, 132 (131)–0, 9–69, 77 (51)–16, 83 (83)–7, 41–69 (50), 80 (71)–12, 68–29, 64–1

#### L. Brecel – G. Wilson

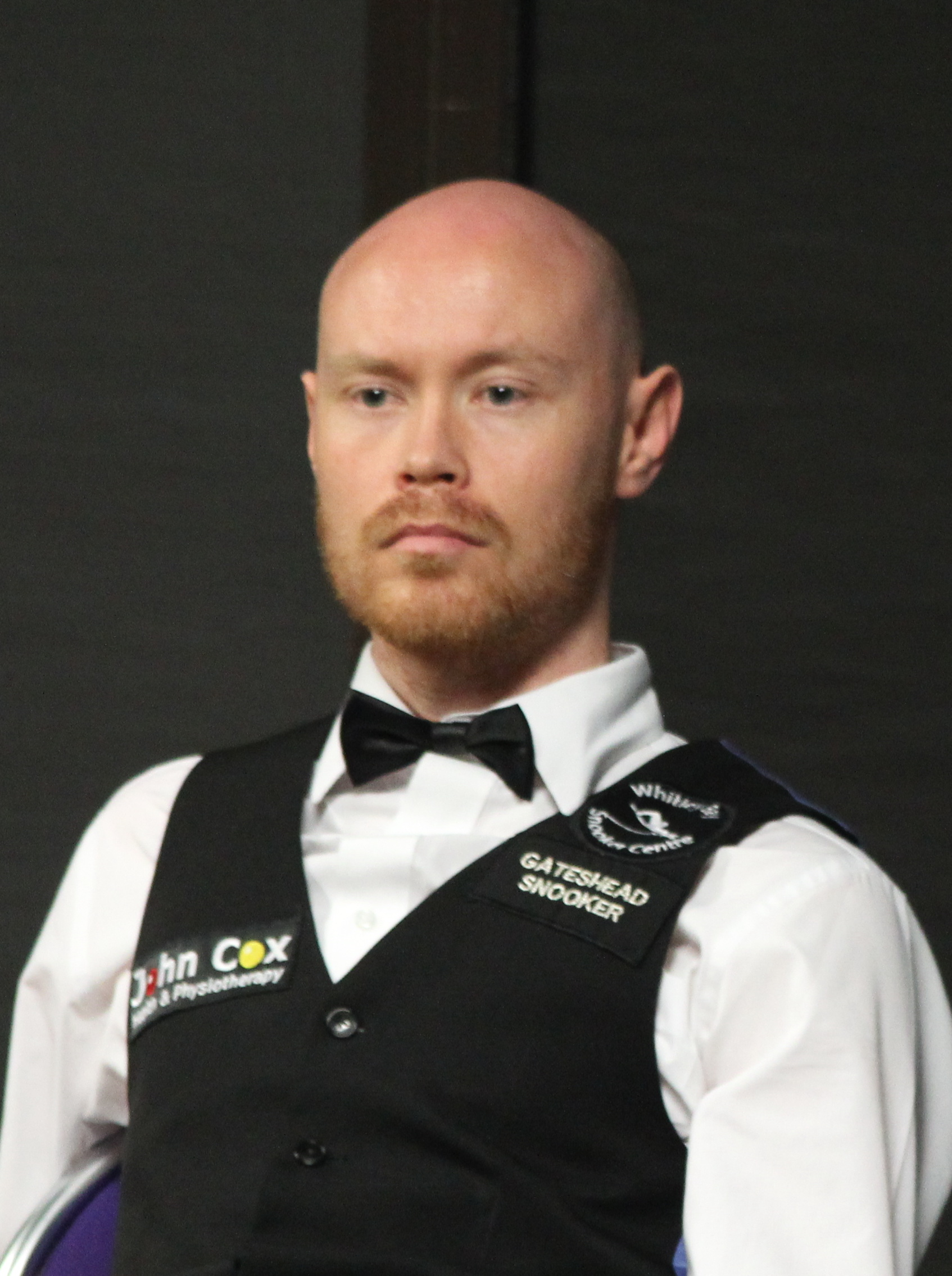
Gary Wilson – zwycięzca najdłuższej rozegranej partii w historii w Crucible

Mecz został rozpoczęty 20 kwietnia w sesji porannej. Do regulaminowej przerwy po czterech partiach, Brecel z Wilsonem podzielili się wygranymi partiami i wynik brzmiał 2–2. W partii pierwszej Wilson wbił breaka w wysokości 67 punktów, natomiast w partii czwartej w wysokości 50 punktów. Z kolei Brecel partię drugą wygrał 74-punktowym podejściem. Pierwszą partię po przerwie wygrał Wilson. Przy rezultacie 3–2 dla Anglika, Belg odpowiedział trzema wygranymi frejmami, z czego w dwóch zanotował wysokie breaki. Były to kolejno 88 i 131 punktów. Ostatnią partię sesji wygrał Wilson breakiem w wysokości 72 punktów.
Mecz został wznowiony 21 kwietnia w sesji popołudniowej przy wyniku 5–4 dla Brecela. Pierwszą partię drugiej sesji wygrał Wilson, na co Belg odpowiedział dwoma wygranymi frejmami i doprowadzeniem do wyniku 7–5. W dwóch zwyciężonych przez Brecela partiach, Belg wbił kolejno breaki w wysokości 96 i 70 punktów. Cztery kolejne partie meczu wygrał Wilson, notującym przy tym podejścia: 106, 85 i 55-punktowe. W siedemnastej partii lepszy ponownie okazał się Brecel, jednak przy wyniku 9–8 dla Wilsona mecz został przerwany z powodu przeciągającej się gry. Został on dokończony później wieczorem.
Mecz ponownie został wznowiony tego samego dnia w sesji wieczornej. Pierwszą z dwóch możliwych partii do rozegrania wygrał Brecel, doprowadzając tym samym do decydującej dziewiętnastej partii. W niej, po ponad godzinnej batalii lepszy okazał się Wilson, który ostatecznie wygrał cały pojedynek 10–9.
Wynik: Luca Brecel 9–10 Gary Wilson
I sesja: 9–89 (67), 74 (74)–15, 74–4, 14–84 (50), 25–56, 103 (88)–9, 131 (131)–0, 65–49, 16–72 (72)
II sesja: 15–66, 102 (96)–9, 75 (70)–41, 13–106 (106), 5–95 (85), 42–82 (55), 51–63, 60–27
II sesja (dokończenie): 72–33, 50–74

#### J. Lisowski – A. Carter
Pierwsza część pojedynku została rozegrana 24 kwietnia w sesji wieczornej. Przed regulaminową przerwą mecz był wyrównany, obaj zawodnicy wygrali po dwie partie. Carter w pierwszym frejmie osiągnął w podejściu 61 punktów, zaś w ostatniej partii przed przerwą Lisowski osiągnął breaka 101-punktowego. Po przerwie trzy pierwsze rozegrane partie padły łupem Cartera, który w międzyczasie zbudował breaki w wysokości 60 i 70 punktów w partiach 5. i 7. W kolejnej partii starszy z Anglików również zbudował breaka powyżej 50 punktów (59), jednak tę partię wygrał Lisowski. W ostatniej partii również lepszy okazał się Lisowski, zamykając sesję wynikiem 4–5.
Mecz został wznowiony 25 kwietnia w sesji popołudniowej. Pierwszej cztery partie sesji wygrał Carter, podczas których zanotował między innymi podejście w wysokości 73 punktów. Ustalił w ten sposób wynik na 9–4 przed regulaminową przerwą. Po przerwie, pierwsze partie w sesji na swoje konto zapisał Lisowski. Wygrał on dwa frejmy z rzędu, wbijając przy tym breaki 53 i 124-punktowe. W szesnastej partii meczu lepszy okazał się Carter, zamykając tym samym spotkanie wynikiem 10–6.
Wynik: Jack Lisowski 6–10 Allister Carter
I sesja: 1–113 (61), 84–38, 58–59, 101 (101)–0, 0–80 (60), 8–77, 6–70 (70), 71–64 (59), 84–16
II sesja: 41–65, 3–81, 0–82 (73), 52–62, 60 (53)–52, 124 (124)–0, 11–71

#### M. Allen – Zhou Y.
Pierwsza sesja meczu odbyła się 24 kwietnia w sesji wieczornej. Mecz przed regulaminową przerwą zdominował Zhou, który wygrał wszystkie cztery partie, osiągając w nich dwa wysokie breaki w wysokości 86 i 54 punktów. Po przerwie Chińczyk powiększył przewagę wbijając pierwszego breaka stupunktowego w meczu (101 punktów). Allen okazał się lepszy dopiero we frejmie szóstym, w którym obaj zawodnicy wbili breaki powyżej 50 punktów. Następne dwie partie ponownie wygrał Zhou breakami w wysokości 73 oraz 74 punktów. Ostatni frejm sesji został wygrany przez Allena breakiem 66-punktowym.
Mecz został wznowiony 24 kwietnia w sesji popołudniowej przy wyniku 7–2 dla Zhou. Dwie pierwsze partie drugiej sesji wygrał Chińczyk, powiększając swoje prowadzenie do stanu 9–2. Wbił przy tym między innymi breaka w wysokości 70 punktów. W tym momencie meczu Allen zaczął odrabianie strat. Irlandczykowi z Północy udało się wygrał pięć partii z rzędu, doprowadzając do wyniku 9–7. W pięciu wygranych partiach zanotował podejścia w wysokości: 68, 60, 72 oraz 131 punktów. W siedemnastej partii meczu triumfował Chińczyk, który ustalił wynik spotkania na 10–7.
Wynik: Mark Allen 7–10 Zhou Yuelong
I sesja: 61–62, 52–86, 0–87 (86), 6–67 (54), 0–102 (101), 68 (68)–57 (53), 0–76 (73), 6–126 (74), 83 (66)–18
II sesja: 32–72 (70), 32–66, 108 (68)–4, 76 (60)–0, 72 (72)–60 (60), 131 (131)–0, 74–43, 45–73

#### J. Trump – T. Un-Nooh
Mecz został rozpoczęty 23 kwietnia w sesji popołudniowej. Pierwszą partię spotkania wygrał Trump, na co Un-Nooh odpowiedział trzema kolejnymi wygranymi partiami. Zanotował przy tym podejścia w wysokości 69 oraz 60 punktów. W piątej partii meczu Trump popisał się breakiem 141-punktowym. Z pozostałych czterech partii sesji, trzy wygrał Taj. Wygrywając partię szósta, ósmą oraz dziewiątą, zanotował breaka w wysokości 54 punktów. Partię siódmą wygrał Trump, co pozwoliło Anglikowi zmniejszyć stratę do trzech frejmów na zakończenie sesji.
Mecz został wznowiony 24 kwietnia w sesji porannej przy wyniku 6–3 dla Un-Nooha. Z pierwszych sześciu partii sesji, Trump wygrał pięć, jednocześnie odrabiając wszystkie starty i wychodząc na prowadzenie 8–7. Zanotował przy tym podejścia w wysokości 82, 62 oraz 68 punktów. W tej części gry Taj odpowiedział tylko jednym breakiem 50-punktowym w partii jedenastej, którą zapisał na swoje konto. Przy prowadzeniu Anglika Un-Nooh zdołał wyrównać stan meczu, wygrywając szesnastą partię breakiem w wysokości 69 punktów. W partii siedemnastej Trump ponownie wysunął się na prowadzenie w meczu, na co Taj w kolejnej partii odpowiedział podejściem w wysokości 78 punktów, jednocześnie doprowadzając do wyniku 9–9 oraz dziewiętnastej, decydującej partii. W niej lepszy okazał się Trump, który zanotował breaka 53-punktowego.
Wynik: Judd Trump 10–9 Thepchaiya Un-Nooh
I sesja: 97–0, 11–75 (69), 55–69, 0–79 (60), 141 (141)–0, 30–73, 98–14, 18–77 (54), 11–67
II sesja: 90 (82)–3, 42–62 (50), 67–28, 94 (62)–13, 54–11, 99 (68)–5, 16–69 (69), 73–14, 33–78 (78), 73 (53)–46

#### Ding J. – A. McGill
Mecz rozpoczął się 20 kwietnia w sesji popołudniowej. Początek meczu był wyrównany, pierwszą partię wygrał Ding, budując breaka w wysokości 64 punktów, na co w drugiej partii odpowiedział McGill, zwyciężając breakiem 59-punktowym. Kolejne trzy partie padły łupem Chińczyka. W czwartej partii skonstruował on podejście o wysokości 70 punktów. Z kolei w piątej partii zarówno McGill, jak i Ding zbudowali breaki powyżej 50 punktów, kolejno 59 i 64. Ostatecznie partię wygrał Ding rezultatem 76–71. W szóstej partii pomimo breaka w wysokości 52 punktów wbitego przez Dinga, ostateczny sukces odniósł McGill. W siódmej i ósmej partii zdecydowane zwycięstwa odnosił Ding, budując przy tym breaka w wysokości 129 punktów. Ostatnią, dziewiątą partię sesji wygrał McGill breakiem 76-punktowym, zmniejszając prowadzenie Dinga do stanu 6–3.
Mecz został wznowiony 21 kwietnia w sesji porannej. Po pierwszych czterech partiach drugiej sesji, prowadzenie Chińczyka nadal wynosiło trzy partie. Pierwszą i trzecią partię sesji wygrał Ding, budując przy tym podejścia w wysokości 99 i 134 punktów. Drugą i czwartą partię wygrał McGill breakami 57 i 69-punktowymi. Po regulaminowej przerwie kolejną partię wygrał Ding, wychodząc na prowadzenie 9–5. Wbił przy tym breaka w wysokości 91 punktów. Kolejne dwie partie wygrał Szkot. Wynik meczu ustalił Ding, który wygrał ostatnią partię meczu podejściem 106-punktowym, ostatecznie triumfując 10–7.
Wynik: Ding Junhui 10–7 Anthony McGill
I sesja: 84 (64)–33, 13–74 (59), 73–54, 83 (70)–0, 76 (64)–71 (59), 57 (52)–73, 129 (129)–6, 81–20, 8–76 (76)
II sesja: 134 (99)–0, 29–68 (57), 134 (134)–0, 0–102 (69), 91 (91)–0, 56–69, 42–93 (58), 137 (106)–5

#### S. Maguire – Tian P.
Mecz rozpoczął się 20 kwietnia w sesji wieczornej. Do regulaminowej przerwy Maguire z Tianem podzielili się zwycięstwami w partiach i wynik brzmiał 2–2. W partii pierwszej i czwartej Chińczyk skonstruował podejścia w wysokości 52 i 59 punktów, z kolei Szkot w partii trzeciej zanotował breaka w wysokości 80 punktów. Pierwsza partia po przerwie i zarazem piąta w meczu była najbardziej zacięta w pierwszej sesji pojedynku. Zwyciężył w niej Maguire wynikiem 62–58. Stany liczników punktów w tej partii zawodnicy ustalali pojedynczymi podejściami do stołu. Kolejną, szóstą partię również wygrał Maguire. Tian na zakończenie sesji wygrał trzy partie z rzędu. W partii ósmej wbił breaka w wysokości 100 punktów, z kolei w partii dziewiątej zanotował podejście 70-punktowe.
Mecz został wznowiony 21 kwietnia w sesji wieczornej przy wyniku 5–4 dla Chińczyka. W pierwszej partii drugiej sesji, Tian powiększył swoje prowadzenie do 6–4, na co Maguire odpowiedział wygraną partią breakiem 131-punktowym. Kolejne dwie partie przed regulaminową przerwą wygrał Chińczyk, wbijając między innymi breaka w wysokości 104 punktów. Po regulaminowej przerwie Szkot zmniejszył prowadzenie rywala do stanu 8–7, wygrywając dwie partie z rzędu, w których skompletował kolejnego wysokiego breaka, tym razem 105-punktowego. W partii szastanej ponownie lepszy okazał się Chińczyk, który wygrał partię podejściem w wysokości 57 punktów. W partii siedemnastej Chińczyk w pewnym momencie miał wygrywającą przewagę, pozostawiając Maguire’a w potrzebie zdobycia punktów z faulu rywala, by mógł jeszcze powrócić do partii oraz całego spotkania. Szkot uzyskał potrzebne punkty, gdy na stole znajdowały się zaledwie 3 bile: czarna, różowa i niebieska. Po zdobyciu brakujących punktów wyczyścił stół, wygrywając partię rezultatem 60–57, doprowadzając do wyniku 8–9 w meczu z perspektywy Szkota. Ostatnie dwie partie meczu na swoją korzyść zapisał również Maguire, w których zanotował podejścia w wysokości 75 i 51 punktów, ostatecznie triumfując w całym meczu 10–9.
Wynik: Stephen Maguire 10–9 Tian Pengfei
I sesja: 0–95 (52), 84 (80)–25, 73–31, 1–88 (59), 62 (62)–58(58), 92–33, 24–65, 11–103 (100), 0–74 (70)
II sesja: 12–74, 131 (131)–1, 12–88, 3–105 (104), 73–28, 105 (105)–4, 27–63 (57), 60–57, 82 (75)–4, 69 (51)–42

#### R. O’Sullivan – J. Cahill

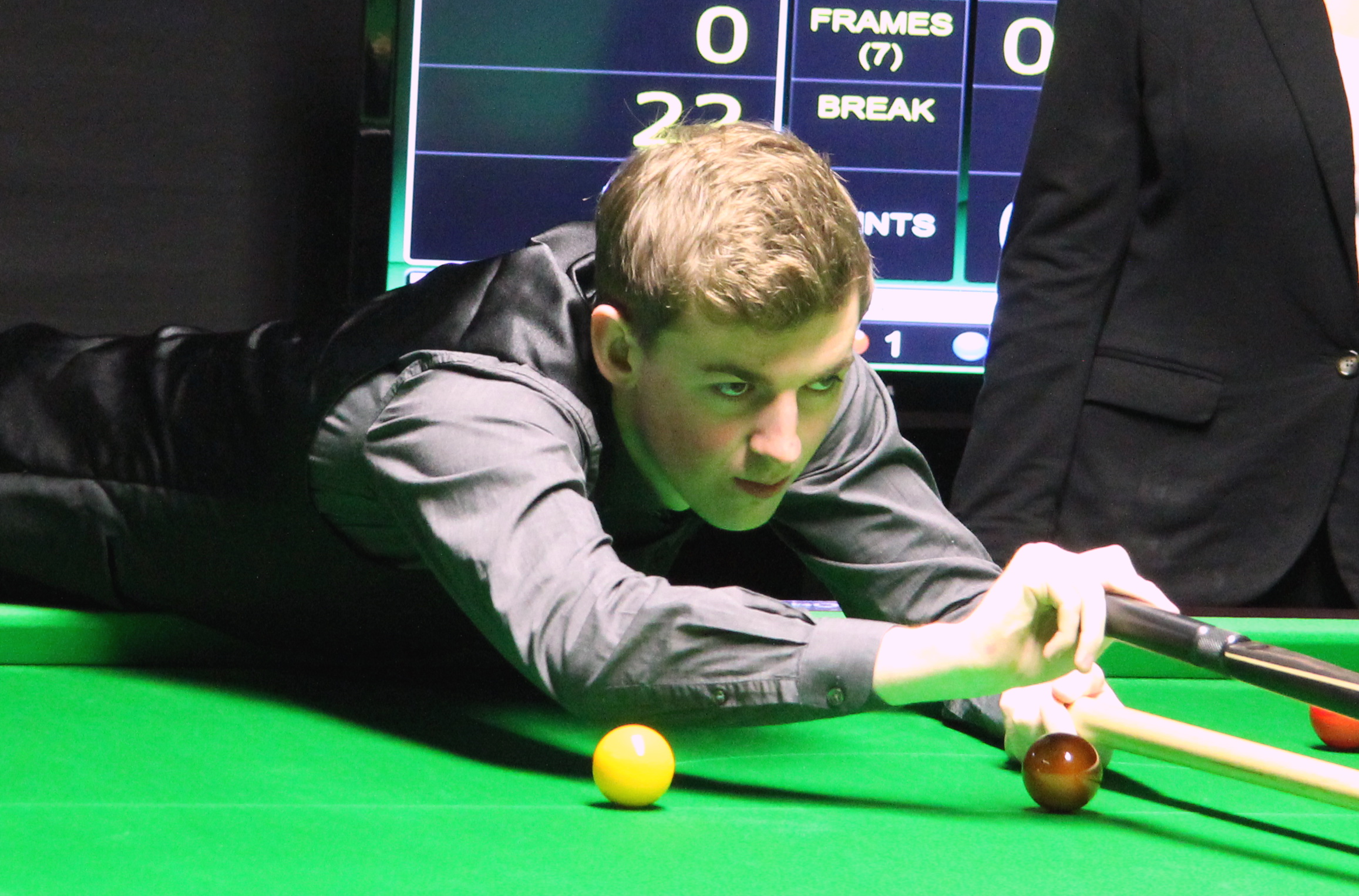
James Cahill – pierwszy amator w historii grający w Crucible

Mecz rozpoczął się 22 kwietnia w sesji popołudniowej. Pierwszą partię spotkania na swoje konto zapisał Cahill, wygrywając w niej jednym punktem. Dwa kolejne frejmy wygrał O’Sullivan, kompletując przy tym podejścia w wysokości 51 i 86 punktów. Przed regulaminową przerwą wynik spotkania wyrównał Cahill, wbijając breaka 71-punktowego. Pierwszą partię po regulaminowej przerwie wygrał ponownie O’Sullivan breakiem 53 punktowym. W kolejnej partii O’Sullivan wbił kolejnego breaka powyżej 50 punktów, jednak nie pozwoliło to wygrać partii. Ostatecznie wygrał ją Cahill dziewięcioma punktami. W kolejnej partii sytuacja ułożyła się podobnie, jednak zmieniły się rolę zawodników. To Cahill wbił wysokiego breaka (70 punktów), jednak to O’Sullivan zwyciężył w partii trzema oczkami. Dwie ostatnie partie meczu zwyciężył Cahill, wbijając między innymi breaka w wysokości 54 punktów.
Mecz został wznowiony 23 kwietnia w sesji porannej przy wyniku 5–4 dla Cahilla. Pierwszą partię drugiej sesji wygrał O’Sullivan, notując podejście w wysokości 97 punktów. Na breaka starszego z Anglików, Cahill odpowiedział trzema frejmami wygranymi z rzędu, ustalając wynik na 8–5 przed regulaminową przerwą. W trakcie trzech wygranych frejmów, wbił między innymi breaka w wysokości 84 punktów. Po regulaminowej przerwie, trzy kolejne partie wygrał O’Sullivan. Popisał się przy tym podejściami w wysokości 104 oraz 89 punktów. Przy wyniku 8–8, w partii siedemnastej, Cahill oraz O’Sullivan zbudowali breaki powyżej 50 punktów. Były to kolejno podejścia 62 i 53-punktowe. Ostatecznie w partii tej triumfował Cahill. W partii kolejnej również zwyciężył Cahill, tym razem podejściem 53-punktowym, ustalając jednocześnie wynik całego spotkania na 10–8.
Wynik: Ronnie O’Sullivan 8–10 James Cahill
I sesja: 67–68, 90 (51)–0, 125 (86)–1, 24–86 (71), 71 (53)–45, 61 (54)–70, 73–70 (70), 35–85 (54), 36–74
II sesja: 97 (97)–0, 48–88 (84), 49–63, 15–75, 104 (104)–30, 71–20, 89 (89)–4, 61 (53)–75 (62), 42–58 (53)

### 2. runda
Druga runda turnieju została rozegrana w dniach 25–29 kwietnia.

#### M. Williams – D. Gilbert

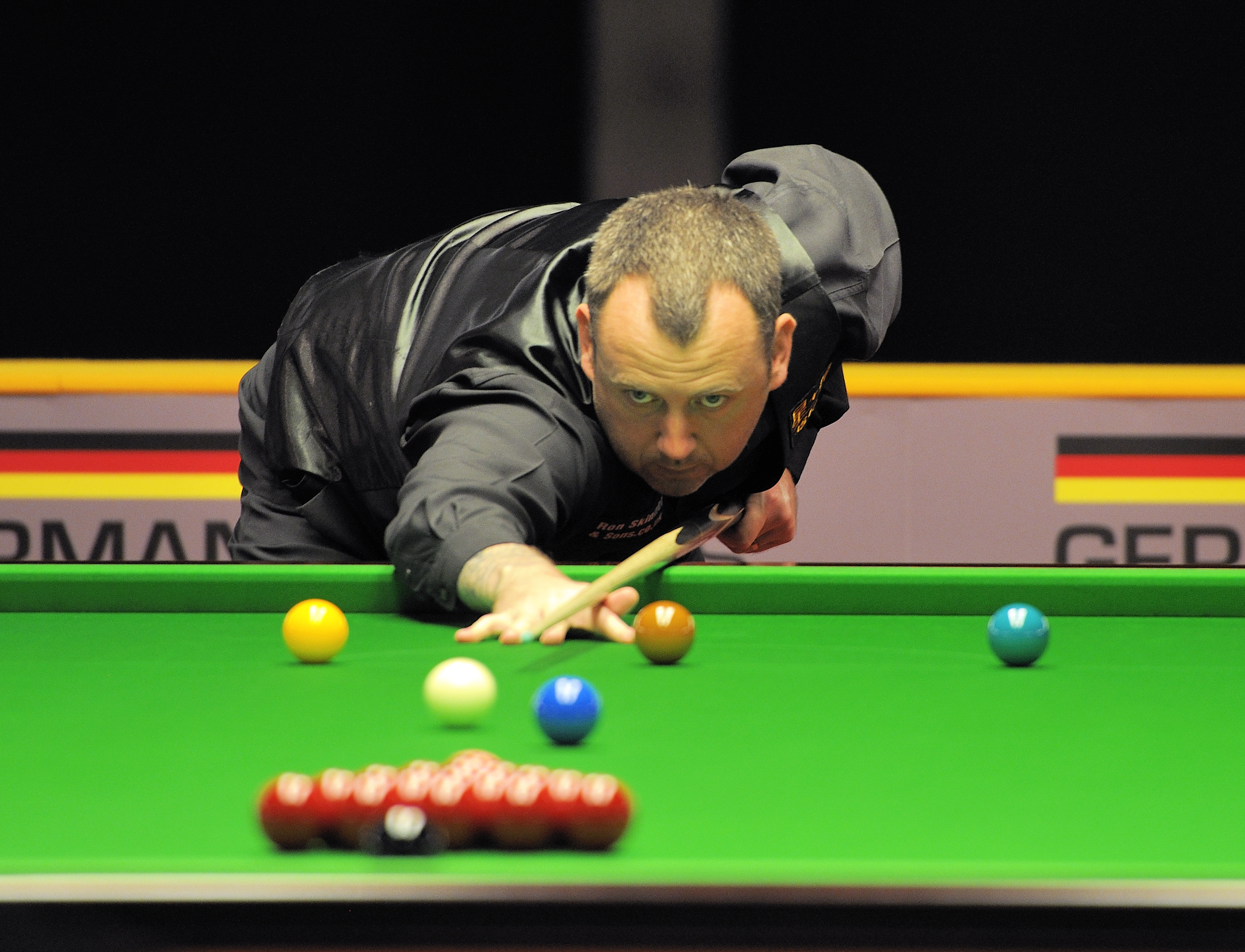
Mark Williams – obrońca tytułu został wyeliminowany w drugiej rundzie turnieju

Mecz rozpoczął się 26 kwietnia w sesji popołudniowej. Pierwsze trzy z czterech partii wygrał Gilbert. Był on lepszy w pierwszym, drugim oraz czwartym frejmie, w których kolejno wbijał podejścia w wysokości 61, 61 oraz 52 punktów. W partii trzeciej całego pojedynku lepszy okazał się Williams, popisując się breakiem w wysokości 105 punktów. Po regulaminowej przerwie kolejne dwie partie z rzędu wygrał Walijczyk, kompletując podejścia 66 oraz 58-punktowe. Na dwa wygrane frejmy przez obrońcę tytułu, takim samym osiągnięciem odpowiedział Anglik, wygrywając dwie ostatnie partie sesji. Zanotował w nich między innymi breaka w wysokości 88 punktów.
Druga część meczu odbyła 27 kwietnia w sesji porannej, która rozpoczęła się prowadzeniem Anglika 5–3. Z pierwszych czterech partii, każdy z zawodników wygrał po dwie. Gilbert okazał się lepszy w partii pierwszej oraz czwartej, w których to zbudował podejścia w wysokości 82 oraz 100 punktów. Williams triumfował w drugiej i trzeciej partii sesji. Po regulaminowej przerwie Gilbert wygrał kolejną partię doprowadzając do wyniku 8–5. Obrońca tytułu odpowiedział na to dwoma wygranymi partiami, w których zanotował breaki 86 i 101-punktowe. W ostatniej partii sesji Walijczyk popisał się breakiem w wysokości 68 punktów, na co Gilbert odpowiedział podejściem 69-punktowym, ostatecznie wygrywając partię jednym punktem. Tym samym zakończył drugą sesję prowadzeniem w całym meczu 9–7.
Mecz został wznowiony 27 kwietnia w sesji wieczornej. W pierwszej partii sesji wygrał Walijczyk, na co Anglik odpowiedział trzema kolejnymi wygranymi frejmami z rzędu. Gilbert zanotował przy tym podejścia w wysokości 62, 52 oraz 139 punktów. Partię po regulaminowej przerwie ponownie wygrał Williams, jednak to było wszystko, na co było stać Walijczyka tego wieczora. W następnym frejmie Gilbert zamknął całe spotkanie, wbijając 89-punktowego breaka, tym samym eliminując obrońcę tytułu z turnieju.
Wynik: Mark Williams 9–13 David Gilbert
I sesja: 35–99 (61), 30–83 (61), 105 (105)–0, 6–109 (52), 69 (66)–44, 69 (58)–67, 4–88 (88), 22–61
II sesja: 0–82 (82), 72–27, 58–32, 4–100 (100), 47–72, 101 (86)–4, 133 (101)–6, 68 (68)–69 (69)
III sesja: 65–34, 0–84 (62), 36–72 (52), 0–143 (139), 82 (54)–41, 33–89 (89)

#### B. Hawkins – K. Wilson
Mecz rozpoczął się 28 kwietnia w sesji porannej. Pierwsza odsłona meczu była grana pod dyktando Hawkinsa, który wygrał sześć z ośmiu rozegranych partii. Zbudował przy tym podejścia w wysokości 105, 82, 130, 136 oraz 137 punktów. Break 105-punktowy wbity w drugiej partii meczu był zarazem nieudanym atakiem na breaka maksymalnego. Wilsonowi udało się zwyciężyć w piątej oraz ósmej partii sesji, zmniejszając tym samym prowadzenie Hawkinsa do stanu 6–2. Wilson popisał się jednym wysokim podejściem, 111 punktów wbił on w piątym frejmie.
Drugą część meczu rozegrano 28 kwietnia w sesji wieczornej. Na początku sesji Wilson odrobił część strat do Hawkinsa poniesionych podczas pierwszej sesji spotkania. Wygrał on dwa pierwsze frejmy sesji, notując przy tym podejścia w wysokości 95 i 68 punktów. W trzeciej partii zbudował kolejne wysokie podejście, 61 punktów, jednak w tej partii lepszy okazał się Hawkins. Hawkins wygrał również czwartą partię sesji. Po regulaminowej przerwie Wilson wygrał trzy z czterech partii, wbijając przy tym dwa breaki stupunktowe (104, 131). Hawkins okazał się lepszy w partii czternastej, zamykając całą sesję bez breaka powyżej 50 punktów.
Trzecia odsłona meczu została rozpoczęta 29 kwietnia w sesji popołudniowej, przy prowadzeniu Hawkinsa 9–7. Do regulaminowej przerwy Wilson zdołał doprowadzić do wyniku 10–10, odrabiając tym samym wszystkie straty w meczu. Był on lepszy w partii pierwszej, drugiej oraz czwartej. W tym fragmencie meczu zanotował podejście w wysokości 84 punktów. Hawkins wygrywając partię trzecią wbił breaku 64 punkty. Po regulaminowej przerwie kolejną partię wygrał Hawkins, wychodząc na kolejne prowadzenie w meczu. Była to jednak ostatnia wygrana partia przez Anglika. Kolejne trzy frejmy wygrał Wilson, wszystkie wysokimi podejściami, kolejno 81, 125 oraz 132 punkty. Pozwoliło to zamknąć spotkanie wynikiem 13–11 na korzyść Wilsona.
Wynik: Barry Hawkins 11–13 Kyren Wilson
I sesja: 70–17, 109 (105)–0, 82 (82)–6, 131 (130)–0, 4–111 (111), 136 (136)–0, 137 (137)–0, 22–77
II sesja: 37–95 (95), 1–68 (68), 71–61 (61), 84–12, 20–104 (104), 65–34, 0–131 (131), 14–80
III sesja: 8–80, 38–70, 70 (64)–9, 21–91 (84), 69 (69)–43, 41–81 (81), 0–125 (125), 4–132 (132)

#### J. Higgins – S. Bingham
Mecz rozpoczął się 27 kwietnia w sesji popołudniowej. Pierwszą partię meczu wygrał Higgins. Na prowadzenie 1–0 Szkota Bingham odpowiedział czterema partiami wygranymi z rzędu. Na zakończenie sesji Szkot wygrał trzy kolejne frejmy, doprowadzając do wyniku 4–4. W całej pierwszej części pojedynku zawodnicy wbili zaledwie dwa breaki powyżej 50 punktów. Dokonał tego Bingham w czwartej partii, wbijając 59 punktów w podejściu oraz Higgins w partii ósmej. Szkot popisał się w niej breakiem w wysokości 132 punktów.
Druga część meczu została rozegrana 28 kwietnia w sesji popołudniowej. W pierwszej partii sesji Higgins popisał się podejściem w wysokości 50 punktów na co Bingham odpowiedział breakiem 70-punktowym. Ostatecznie to Anglik triumfował w tej partii. Kolejne dwie partie bezproblemowo wygrał już Szkot, notując w nich podejścia w wysokości 79 oraz 74 punktów. W partii przed regulaminową przerwą 112-punnktowego breaka wbił Bingham. Podejście to było zarazem nieudanym atakiem na breaka maksymalnego. Po regulaminowej przerwie zawodnicy wygrywali partie na zmianę. Zaczął Higgins, na co w partii czternastej Anglik odpowiedział breakiem 106-punktowym. Ostatnie dwie partie sesji były już wolne od wysokich podejść, pierwszą z nich wygrał Szkot, drugą Anglik, ustalając tym samym wynik meczu na 8–8 po drugiej sesji spotkania.
Trzecią odsłonę meczu rozegrano 29 kwietnia w sesji wieczornej. Pierwszego frejma sesji wygrał Higgins, wbijając breaka w wysokości 97 punktów. Na to podejście Szkota, Bingham odpowiedział wygraną kolejną partią. We frejmie trzecim oraz czwartym Anglik skonstruował wysokie podejścia. Były to kolejno 51 oraz 67 punktów. Było to jednak za mało by wygrać te partie, Higgins w nich również odpowiadał wysokimi podejściami, 76 oraz 50 punktów, finalnie zapisując te partie na swoje konto i schodząc na regulaminową przerwę z prowadzeniem 11–9. Po regulaminowej przerwie dwa kolejne frejmy wygrał Bingham, doprowadzając do remisu 11–11. Był to ostatni remis w meczu. Dwie ostatnie partie spotkania wygrał Higgins, zamykając cały pojedynek wynikiem 13–11. W ostatniej partii meczu Szkot zanotował podejście 63-punktowe.
Wynik: John Higgins 13–11 Stuart Bingham
I sesja: 65–15, 43–69, 58–68, 24–96 (59), 28–59, 69–41, 67–10, 132 (132)–0
II sesja: 50 (50)–71 (70), 79 (79)–0, 79 (74)–16, 0–112 (112), 65–9, 0–106 (106), 59–0, 66–77
III sesja: 101 (97)–37, 54–84, 76 (76)–51 (51), 70 (50)–67 (67), 18–64, 7–71, 71–12, 72 (63)–14

#### S. Murphy – N. Robertson
Mecz rozpoczął się 25 kwietnia w sesji popołudniowej. Pierwsze trzy partie meczu wygrał Robertson, w których zanotował podejścia w wysokości 106 i 79 punktów. Ostatnią partię przed regulaminową przerwą wygrał Murphy. W piątej partii meczu obaj zawodniczy wbili breaki powyżej 50 punktów. Murphy zanotował podejście w wysokości 53 punktów, z kolei Robertson 57 punktów. Ostatecznie w tej partii lepszy okazał się Australijczyk. Trzy ostatnie partie sesji były patiami, w których padały breaki stupunktowe. Murphy popisał się podejściami w wysokości 109 oraz 112 punktów w partii szóstej oraz ósmej, z kolei Robertson zanotował breaka 127-punktowego w partii siódmej. Podejście Murphy’ego w partii ósmej było jednocześnie nieudanym atakiem na breaka maksymalnego. Sesja zakończyła się prowadzeniem Australijczyka 5–3.
Druga część meczu została rozegrana 26 kwietnia w sesji porannej. Do przerwy regulaminowej zawodnicy wygrali po dwie partie. Pierwszą partię Robertson wygrał jednym punktem, budując przy okazji podejście 67-punktowe. Australijczyk był również lepszy w trzeciej partii sesji, w której zanotował breaka w wysokości 62 punktów. Murphy z kolei triumfował w partii drugiej i czwartej. W partii bezpośrednio po regulaminowej przerwie lepszy ponownie okazał się Robertson, na co w następnej partii Murphy odpowiedział breakiem 59-punktowym. Dwie ostatnie partie sesji wygrał Robertson, ustalając wynik na 10–6 po drugiej części spotkania.
Mecz został dokończony 26 kwietnia w sesji wieczornej. Trzecia część pojedynku składała się z trzech partii, które wygrał Robertson, tym samym triumfując w całym meczu. W wygranych w ostatniej sesji partiach wbijał breaki w wysokości 120, 88 oraz 95 punktów. Murphy w trzeciej sesji meczu zdobył zaledwie jeden punkt.
Wynik: Shaun Murphy 6–13 Neil Robertson
I sesja: 0–111 (106), 4–86 (79), 4–78, 75–40, 53 (53)–80 (57), 109 (109)–4, 0–145 (127), 112 (112)–0
II sesja: 66–67 (67), 91–17, 13–65 (62), 72–27, 54–67, 108 (59)–4, 60–66, 23–97
III sesja: 0–143 (120), 0–88 (88), 1–95 (95)

#### M. Selby – G. Wilson
Mecz został rozpoczęty 25 kwietnia w sesji wieczornej. Pojedynek lepiej rozpoczął Wilson, wygrywając pierwszego frejma, w którym wbił breaka w wysokości 55 punktów. Selby odpowiedział breakiem 67-punktowym w wygranej przez siebie drugiej partii. Kolejne dwie padły łupem Wilsona, we frejmie czwartym wbił on pierwszego breaka stupunktowego w meczu (równe 100 punktów). Po przerwie zawodnicy wygrywali partie na zmianę: Selby zwyciężał we frejmach piątym i siódmym, zaś Wilson – w szóstym i ósmym. Obaj zawodnicy wbili w drugiej części sesji po jednym breaku powyżej 50 punktów – Selby osiągnął 72 punkty w partii siódmej, młodszy z Anglików z kolei wbił 55 punktów we frejmie szóstym.
Druga część meczu odbyła się 26 kwietnia w sesji popołudniowej i rozpoczęła się przy prowadzeniu Wilsona 5–3. Do regulaminowej przerwy Selby odrobił wszystkie starty w pojedynku, wygrywając trzy z czterech rozegranych partii. Był on lepszy w pierwszym, drugim oraz czwartym frejmie sesji, kompletując przy tym podejścia w wysokości 64, 84 oraz 120 punktów. W partii trzeciej triumfował Wilson podejściem 60-punktowym. Po regulaminowej przerwie kolejną partię wygrał Selby i wyszedł na prowadzanie 7–6. Wilson jednak odrobił starty i zakończył sesję z dwupartyjnym prowadzeniem w całym pojedynku, wygrywając trzy ostatnie partie tej części gry. Zanotował przy tym breaki w wysokości 97, 115 oraz 78 punktów.
Mecz został wznowiony 27 kwietnia w sesji porannej. Początek trzeciej części miał podobny przebieg do początku drugiej części meczu. Selby ponownie wygrał trzy z czterech partii przed regulaminową przerwą i doprowadził do kolejnego remisu, 10–10. Okazał się on lepszy w partii pierwszej, drugiej oraz czwartej, w których skonstruował podejścia w wysokości 81 i 66 punktów. Po regulaminowej przerwie Wilson wygrał trzy partie z rzędu, wygrywając tym samym w całym pojedynku 13–10. W trzech wygranych przez siebie partiach, Anglik zanotował między innymi breaki 86 i 92-punktowe.
Wynik: Mark Selby 10–13 Gary Wilson
I sesja: 8–76 (55), 75 (67)–27, 1–92 (68), 13–100 (100), 72–0, 35–81 (55), 72 (72)–20, 53–64
II sesja: 73 (64)–1, 84 (84)–49, 37–71 (60), 120 (120)–0, 72 (72)–2, 30–102 (97), 16–115 (115), 8–82 (78)
III sesja: 113 (81)–15, 67–56 (52), 42–70, 76 (66)–20, 0–131 (86), 18–60, 8–92 (92)

#### A. Carter – Zhou Y.
Mecz rozpoczął się 28 kwietnia w sesji porannej. Początek meczu przebiegał pomyślne dla Zhou. Chińczyk zwyciężył w pięciu z pierwszych sześciu partii, notując przy tym podejścia w wysokości 67, 106, 105 oraz 64 punktów. W tej części meczu Carter lepszy okazał się tylko we frejmie drugim. Przy prowadzeniu Chińczyka 5–1, Anglik odrobił część strat. Wygrał on dwa ostatnie frejmy pierwszej sesji meczu, zmniejszając prowadzenie Chińczyka do stanu 5–3 po zakończeniu sesji. Carter w dwóch wygranych partiach wbił breaki trzy breaki powyżej 50 punktów Były to kolejno: 62 punkty w partii siódmej oraz 60 i 52 punkty w partii ósmej.
Druga odsłona meczu została rozegrana 28 kwietnia w sesji wieczornej. Pierwszą partię sesji wygrał Carter, wbijając przy tym breaka w wysokości 57 punktów. W kolejnym frejmie Carter również zbudował wysokie podejście, 55 punktów, jednak Chińczyk odpowiedział breakiem 68-punktowym i to ostatecznie on triumfował w tej partii. W partii jedenastej całego meczu to z kolei Chińczyk zbudował podejście w wysokości 65 punktów, co jednak nie pozwoliło wygrać partii. Frejm zakończył się dogrywką, którą wygrał Carter po faulu rywala. Zhou wbił białą do kieszeni. W kolejnej partii Anglik ponownie okazał się lepszy, wbijając 75-punktowego, tym samym zapewniając sobie remis 6–6 w całym mecz przed regulaminową przerwą. Po przerwie kolejnego frejma wygrał Carter, tym razem podejściem 51-punktowym. Pozostałe partie w sesji wygrywał już Chińczyk, kończąc całą sesję z prowadzeniem w meczu 9–7. W ostatnich trzech partiach popisał się on między innymi podejściami w wysokości 65 oraz 66 punktów.
Trzecia część meczu została rozegrana 29 kwietnia w sesji popołudniowej. Została ona kompletnie zdominowana przez Cartera, który wygrał w niej wszystkie sześć rozegranych frejmów, ustalając tym samym wynik spotkania na 13–9. Anglik w trzeciej odsłonie meczu zanotował podejścia w wysokości 72, 72 oraz 55 punktów. Chińczyk w tej część meczu nie wbił żadnego breaka wyższego niż 50 punktów.
Wynik: Allister Carter 13–9 Zhou Yuelong
I sesja: 4–101 (67), 65–25, 0–138 (106), 53–65, 11–111 (105), 29–76 (64), 103 (62)–32, 112 (60, 52)–8
II sesja: 64 (57)–22, 55 (55)–68 (68), 72–65 (65), 87 (75)–0, 65 (51)–59, 34–80 (65), 0–86 (66), 0–66
III sesja: 68–44, 80 (72)–5, 72 (72)–23, 85 (55)–0, 72–46, 66–54

#### J. Trump – Ding J.
Spotkanie zostało rozpoczęte 27 kwietnia w sesji wieczornej. Pierwszy frejm padł łupem Trumpa, drugiego wygrał Ding. W kolejnych dwóch partiach triumfował Anglik i na przerwę zawodnicy schodzili przy wyniku 3–1. W każdej z tych partii padały breaki powyżej 50 punktów – Trump osiągał kolejno 61, 57 i 50 punktów w wygranych przez siebie frejmach, zaś Chińczyk zbudował 61-punktowe podejście w partii numer 2. Po przerwie Trump powiększył przewagę do wyniku 5–1. Pozostałe dwie partie tej części meczu wygrał Ding, zamykając sesję wynikiem 5–3. W ostatniej partii Chińczyk zbudował najwyższego breaka sesji w wysokości 67 punktów.
Druga część meczu została rozegrana 28 kwietnia w sesji popołudniowej. Przed przerwą regulaminową Ding odrobił wszystkie straty poniesione w pierwszej części meczu. Wygrywając trzy z pierwszych czterech partii zapewnił sobie remis 6–6. Odnotował przy tym podejścia w wysokości 50 i 81 punktów. Trump w jedenastej partii meczu wbił breaka 90-punktowego. Po przerwie kolejne trzy partie na swoje konto zapisał Ding. Wygrał on trzynastą, piętnastą oraz szesnastą partię całego meczu, jednocześnie ustalając wynik spotkania na 9–7 na swoją korzyść po drugiej części meczu. Trump po przerwie zwyciężył jedynie w partii czternastej całego meczu, w której wbił 62-punktowego breaka.
Trzecią odsłonę meczu rozegrano 29 kwietnia w sesji wieczornej. Została ona zdominowana przez Trumpa, który wygrał wszystkie sześć rozegranych frejmów, ustalając przy tym wynik całego meczu na 13–9. Anglik w trzeciej sesji meczu popisał się między innymi podejściami w wysokości 93, 79, 54 oraz 103 punktów.
Wynik: Judd Trump 13–9 Ding Junhui
I sesja: 86 (61)–38, 33–66 (60), 87 (57)–6, 75 (50)–49, 56–39, 63–16, 46–64, 21–71 (67)
II sesja: 46–57, 3–93 (50), 90 (90)–26, 0–81 (81), 23–99 (53), 88 (62)–19, 43–81 (60), 0–69
III sesja: 93 (93)–27, 64–45, 79 (79)–8, 105 (54)–6, 103 (103)–4, 65–41

#### S. Maguire – J. Cahill
Mecz został rozpoczęty 26 kwietnia w sesji porannej. Dwa pierwsze frejmy meczu wygrał Maguire, wbijając przy tym podejścia w wysokości 67 oraz 103 punktów. Na te osiągnięcia Szkota, Cahill odpowiedział dwoma partiami wygranymi z rzędu, w których również wbijał wysokie breaki. Były to kolejno podejścia w wysokości 57 i 101 punktów. Po regulaminowej przerwie Maguire wygrał trzy kolejne partie, ponownie notując wysokie breaki: 56, 61 oraz 125 punktów. Ostatnią partię sesji wygrał Anglik, zmniejszając prowadzenie Szkota do 5–3.
Druga część meczu została rozegrana 26 kwietnia w sesji wieczornej. Zawodnicy podzieli się wygranymi frejmami do regulaminowej przerwy. Maguire był lepszy w pierwszej oraz trzeciej partii sesji, z kolei Cahill w drugiej i czwartej. Do przerwy też nie padł żaden break powyżej 50 punktów. Po przerwie Anglik wygrał kolejne dwa frejmy z rzędu, w których zbudował podejścia w wysokości 69 i 52 punktów, Szkot odpowiedział na to również dwoma wygranymi partiami z rzędu, w których zanotował breaki 83 i 121-punktowe. W ten sposób dwufrejmowa przewaga Maguire’a w meczu przed rozpoczęciem sesji została zachowana również po jej zakończeniu.
Ostatnia część meczu odbyła się 27 kwietnia w sesji popołudniowej. Pierwsza część trzeciej sesji meczu przebiegała pod dyktando Anglika. Cahill wygrał cztery z pierwszych pięciu partii sesji. Okazał się on lepszy w partii pierwszej, drugiej, czwartej oraz piątej, w których zanotował między innymi podejścia w wysokości 63 i 74 punktów. Pozwoliło to wyjść Cahillowi na prowadzenie 11–10. Kolejne dwie partie wygrał Maguire, wbijając w pierwszej z nich breaka 72-punktowego. Dwudziestą czwartą partię meczu wygrał Cahill, doprowadzając do remisu 12–12 oraz ostatniej, decydującej partii. W niej ostatecznie lepszy okazał się Maguire, pozwalając zdobyć rywalowi zaledwie jeden punkt.
Wynik: Stephen Maguire 13–12 James Cahill
I sesja: 87 (67)–20, 103 (103)–0, 0–100 (57), 0–102 (101), 69 (56)–13, 65 (61)–8, 125 (125)–0, 39–63
II sesja: 60–45, 61–69, 64–60, 31–53, 43–76 (69), 1–97 (52), 83 (83)–0, 121 (121)–0
III sesja: 0–79 (63), 13–74 (74), 79 (65)–49, 44–93, 53–74, 73 (72)–7, 70–49, 28–70, 69–1

### Ćwierćfinały
Ćwierćfinały turnieju zostały rozegrane w dniach 30 kwietnia–1 maja.

#### D. Gilbert – K. Wilson
Mecz rozpoczął się 30 kwietnia w sesji porannej. Do regulaminowej przerwy zawodnicy wygrywali partie na zmianę. Pierwszego oraz trzeciego frejma wygrał Wilson, z kolei drugiego i czwartego Gilbert. Gilbert w drugiej partii spotkania zanotował podejście w wysokości 68 punktów. Po regulaminowej przerwie kolejną partie wysokim podejściem wygrał Gilbert. Wbił on w breaku 60 punktów. Wilson odpowiedział na to dwoma wygranymi partiami z rzędu, wychodząc na prowadzenie 4–3. W ostatniej partii triumfował Gilbert podejściem 109-punktowym, kończąc cała sesję remisem 4–4.
Druga część meczu została rozegrana 30 kwietnia w sesji wieczornej. Pierwsze dwie partie sesji wgrał Gilbert, budując przy tym podejścia w wysokości 82 i 78 punktów. Wilson w trzeciej partii sesji odpowiedział breakiem 138-punktowym. Gilbert jednak długo nie pozostał dłużny i już w następnej oraz ostatniej przed regulaminową przerwą partii zanotował podejście w wysokości 102 punktów. Pozwoliło to zejść Gilbertowi na przerwę z prowadzeniem 9–7. Pierwszą partię po przerwie wygrał Wilson, zmniejszając stratę do jednego frejma. Jednak to było wszystko, na co było stać Anglika. Trzy ostatnie partie tej odsłony meczu wygrał Gilbert, ustalając wynik całego spotkania na 10–6 po dwóch sesjach. Zanotował przy tym podejścia w wysokości 72, 58 oraz 60 punktów.
Finałową część meczu rozegrano 1 maja w sesji popołudniowej. Do regulaminowej przerwy każdy z zawodników wygrał po dwie partie. Wilson triumfował w siedemnastej oraz dziewiętnastej partii całego meczu, notując przy tym między innymi podejście w wysokości 58 punktów. Z kolei Gilbert okazał się lepszy w osiemnastej oraz dwudziestej partii, w których wbijał kolejno breaki 56 i 60-punktowe. Partia po regulaminowej przerwie okazała się ostatnią partią meczu. W niej Gilbert domknął całe spotkanie, osiągając w podejściu 63 punkty. Ostatecznie pozwoliło to zwyciężyć w całym meczu 13–8.
Wynik: David Gilbert 13–8 Kyren Wilson
I sesja: 55–62, 111 (68)–0, 0–85, 63–8, 60 (60)–32, 1–67, 2–74, 109 (109)–14
II sesja: 83 (82)–0, 78 (78)–0, 4–138 (138), 102 (102)–17, 0–82, 116 (72)–5, 70 (58)–33, 92 (60)–19
III sesja: 26–73, 66 (56)–10, 6–68 (58), 66 (60)–46, 83 (63)–41

#### J. Higgins – N. Robertson
Mecz został rozpoczęty 30 kwietnia w sesji popołudniowej. W pierwszej partii meczu Higgins zbudował breaka 55-puntkowego, jednak nie pozwoliło to wygrać partii. Robertson odpowiedział podejściem w wysokości 58 punktów i to on był lepszy w tej partii. W kolejnej partii Australijczyk zanotował kolejne wysokie podejście, tym razem 91 punktów i triumfował w tym frejmie. Pozostałe dwie partie przed przerwą zostały rozdzielone między zawodników. Trzecią partię sesji wygrał Szkot, czwartą Australijczyk. W partii po regulaminowej przerwie Higgins osiągnął w podejściu 56 punktów, co ostatecznie pozwoliło wygrać całą partię. W partii szóstej to ponownie Robertson był górą, wychodząc na prowadzenie 4–2. Do końca sesji w partiach wygrywał już Higgins, ustalając wynik całej odsłony na 4–4. Zanotował przy tym między innymi podejście w wysokości 73 punktów w partii ósmej.
Druga odsłona spotkania została rozegrana 1 maja w sesji porannej. W pierwszej partii meczu lepszy okazał się Australijczyk, który zbudował przy okazji breaka w wysokości 78 punktów. W odpowiedzi Szkot w kolejnej partii zanotował podejście 50-punktowe, jednak nie pozwoliło to wygrać całej partii. Ostatecznie w niej lepszy okazał się Rebertson. Pozostałe dwie partie przed regulaminową przerwą zawodnicy podzielili między siebie. W trzeciej lepszy był Higgins, w czwartej Robertson, notując przy tym podejście w wysokości 68 punktów. Po regulaminowej przerwie, przy stanie 7–5 dla Australijczyka, Higgins rozpoczął seryjne wygrywanie. Był on lepszy w pozostałych czterech zaplanowanych w tej sesji partiach, budując przy tym między innymi podejścia w wysokości 130 oraz 68 punktów. Pozwoliło to zamknąć całą sesję wynikiem 9–7 na korzyść Szkota w całym meczu.
Finałowa część meczu została rozegrana 1 maja w sesji wieczornej. Pierwszą partię sesji wygrał Higgins, budując przy tym podejście w wysokości 81 punktów. Robertson odpowiedział dwoma wygranymi frejmami, w których budował wysokie podejścia, 50 orz 114 punktów. Ostatnią partię przed przerwą ponownie wygrał Szkot, co pozwoliło utrzymać dwupartyjne prowadzenie. Po przerwie partię wygrał Robertson, zmniejszając prowadzenie Szkota do 11–10. Jednak to było wszystko na co było stać Australijczyka. W kolejnych dwóch frejmach Higgins zamknął całe spotkanie wynikiem 13–10, wbijając w ostatniej partii meczu breaka w wysokości 101 punktów.
Wynik: John Higgins 13–10 Neil Robertson
I sesja: 55 (55)–59 (58), 30–92 (91), 69–24, 4–85, 83 (56)–49, 37–73, 63–49, 73 (73)–18
II sesja: 9–103 (78), 59 (50)–69, 70–31, 21–84 (68), 71–19, 138 (130)–0, 68 (68)–6, 62–45
III sesja: 118 (81)–6, 10–72 (50), 1–114 (114), 65–22, 6–73, 68–26, 101 (101)–30

#### G. Wilson – A. Carter
Mecz rozpoczął się 30 kwietnia w sesji porannej. W pierwszych trzech frejmach meczu triumfował Carter, wbijając między innymi breaka w wysokości 135 punktów w partii drugiej. Na te osiągnięcia Cartera, Wilson odpowiedział pięcioma wygranymi frejmami, ustalając tym samym wynik całej sesji na 5–3. W wygranych przez siebie partiach Anglik notował między innymi podejścia w wysokości 109, 86, 134 oraz 55 punktów.
Drugą część meczu rozegrano 30 kwietnia w sesji wieczornej. Pierwsze dwie partie sesji na swoje konto zapisał Carter, wbijając między innymi breaka w wysokości 102 punktów. Na wygrane Cartera, Wilson odpowiedział również dwoma wygranymi frejmami z rzędu, tym samym utrzymując dwufrejmowe prowadzenie z początku sesji przed regulaminową przerwą. W tych partiach Wilson zanotował podejścia w wysokości 51 oraz 134 punktów. W partii po regulaminowej przerwie to ponownie Wilson zbudował wysokie podejście w wysokości 53 punktów, jednak to Carter okazał się lepszy w całej partii. Dwa kolejne frejmy padły już łupem Wilsona, jednocześnie dając Anglikowi prowadzenie 9–6 w całym meczu. W ostatniej partii sesji Carter zmniejszył starty, wygrywając partię podejściem 59-punktowym.
Finałową część meczu rozegrano 1 maja w sesji porannej. Wilson rozpoczął sesję wygraną partią podejściem w wysokości 117 punktów. Carter odpowiedział na ten wyczyn dwoma wygranymi partiami, w których zbudował breaki w wysokości 51 oraz 128 punktów. Ostatnią partię przed regulaminową przerwą wygrał Wilson, schodząc na nią z dwufrejmowym prowadzeniem w całym pojedynku. Po przewie kolejne dwie partie wygrał Wilson, ustalając tym samym wynik spotkania na 13–9. W tej części sesji Anglik popisał się między innymi podejściem w wysokości 72 punktów.
Wynik: Gary Wilson 13–9 Allister Carter
I sesja: 19–72, 0–135 (135), 32–80, 133 (109)–0, 49–40, 91 (86)–0, 134 (134)–0, 68 (55)–44
II sesja: 1–109 (102), 26–66, 94 (51)–20, 134 (134)–0, 63 (53)–75, 106 (82)–0, 72–64, 20–85 (59)
III sesja: 126 (117)–0, 0–99 (51), 1–128 (128), 63 (57)–29, 75–37, 73 (72)–1

#### J. Trump – S. Maguire
Mecz rozpoczął się 30 kwietnia w sesji popołudniowej. Pierwsza część meczu została zdominowana przez Trumpa, który wygrał siedem z ośmiu rozegranych partii. Zanotował przy tym podejścia w wysokości 131, 67, 106, 78 oraz 101 punktów. Maguire okazał się lepszy wyłącznie w partii siódmej sesji, jednak zakończył on całą sesję bez breaka powyżej 50 punktów.
Drugą odsłonę meczu rozegrano 1 maja w sesji popołudniowej. W pierwszych dwóch partiach sesji triumfował Trump, jednak nie osiągnął przy tym żadnego breaka powyżej 50 punktów. W kolejnych dwóch partiach lepszy okazał się już Szkot, budując w partii trzeciej podejście 50-punktowe. W partii po regulaminowej przerwie, identycznym breakiem popisał się Anglik, co pozwoliło wygrać całego frejma. Maguire odpowiedział na to dwoma partiami wygranymi z rzędu, w których wbił breaka w wysokości 110 punktów. Ostatnią partię sesji wygrał Trump, notując w nim podejście 82-punktowe oraz ustalając wynik całego spotkania na 11–5 po jego drugiej odsłonie.
Trzecią część meczu rozegrano 1 maja w sesji wieczornej. Cała odsłona składała się zaledwie z trzech partii. Pierwszą wygrał Maguire, w której zbudował breaka w wysokości 122 punktów. Kolejne dwie partie wygrywał już Trump, zamykając całe spotkanie wynikiem 13–6. W dwóch wygranych przez siebie partiach odnotował breaki 68 oraz 82-punktowe.
Wynik: Judd Trump 13–6 Stephen Maguire
I sesja: 131 (131)–0, 73 (67)–23, 137 (106)–0, 78 (78)–1, 105 (101)–0, 67–47, 43–71, 64–13
II sesja: 62–37, 76–0, 35–75 (50), 52–64, 60 (50)–24, 0–127 (110), 40–63, 82 (82)–0
III sesja: 7–122 (122), 114 (68)–0, 102 (82)–0

### Półfinały
Półfinały turnieju zostały rozegrane w dniach 2–4 maja.

#### D. Gilbert – J. Higgins
Spotkanie zaczęło się 2 maja w sesji popołudniowej. Mecz lepiej rozpoczął Higgins, który wygrał pierwsze dwie partie meczu. Kolejne dwie padły łupem debiutującego na tym etapie rozgrywek Gilberta, który w czwartej partii zbudował najwyższego przed przerwą breaka w wysokości 94 punktów. Po powrocie do gry pierwszego frejma wygrał Szkot, notując przy tym podejście w wysokości 66 punktów. Kolejne partie rozegrane w tej sesji wygrywał już wyłącznie Gilbert. We frejmie szóstym atakował on breaka maksymalnego, jednak podejście zakończył na 113 punktach po spudłowaniu piętnastej czarnej bili. W partii zamykającej sesję zbudował zaś breaka 51-punktowego, zapewniając sobie przed drugą częścią meczu prowadzenie 5–3.
Drugą część meczu rozegrano 3 maja w sesji porannej. W tej odsłonie meczu zawodnicy wygrywali partie seryjnie. Pierwsze trzy frejmy sesji na swoje konto zapisał Gilbert, budując przy tym między innymi podejście w wysokości 125 punktów. Kolejne trzy partie sesji wygrał Szkot, który również popisywał się wysokimi podejściami. Zanotował między innymi 67 i 52 punkty w podejściach w partii trzynastej całego meczu oraz 58 punktów w partii kolejnej. Dwa ostatnie frejmy sesji wygrał Anglik. W partii piętnastej zbudował podejście w wysokości 72 punktów. Z kolei partii szesnastej to Higgins popisał się podejściem 50-punktowym, jednak to ostatecznie Anglik był lepszy, ustalając też wynik spotkania na 10–6 po drugiej sesji meczu.
Trzecia odsłona meczu została rozegrana także 3 maja w sesji wieczornej. Do regulaminowej przerwy zawodnicy wygrywali partie na zmianę. W pierwszej oraz trzej lepszy był Gilbert, który zanotował breaki w wysokości 56 oraz 75 punktów. W partii drugiej oraz czwartej lepszy z kolei był Higgins. W partii po regulaminowej przerwie Higgins zbudował podejście w wysokości 143 punktów. Kolejny frejm był odpowiedzią Anglika, w którym zanotował podejście 91-punktowe. W dwóch ostatnich frejmach lepszy ponownie okazał się Szkot, zmniejszając prowadzenie Gilberta do dwóch frejmów.
Decydująca o awansie do finału część meczu została rozegrana 4 maja w sesji popołudniowej i rozpoczęła się przy wyniku 13–11 dla Gilberta. Pierwszego frejma sesji wygrał Anglik, budując przy tym podejście w wysokości 105 punktów. W tym momencie odrabianie strat rozpoczął Higgins. Szkot wygrał cztery kolejne partie, wychodzą na prowadzenie w całym meczu 15–14. W czterech wygranych przez siebie partiach skonstruował między innymi podejścia w wysokości 52, 74 oraz 96 punktów. Przy jednofrejmowej stracie partie zaczął wygrywać ponownie Anglik. Odrobił on stratę do Higginsa i jednocześnie wyszedł na prowadzenie 16–15, wygrywając dwa kolejne frejmy z rzędu, wbijając jednocześnie breaki 78 oraz 53-punktowe. W partii trzydziestej drugiej całego spotkania Higgins popisał się podejściem w wysokości 139 punktów. Pozwoliło to doprowadzić do ostatniego remisu w meczu oraz decydującej, trzydziestej trzeciej partii. W niej wbijanie rozpoczął Gilbert, jednak spudłował jedną z bil czarnych, oddając stół Szkotowi. Higgins zanotował 55-punktowe podejście co pozwoliło wygrać cały mecz i awansować do meczu finałowego.
Wynik: David Gilbert 16–17 John Higgins
I sesja: 31–85, 54–66, 85–23, 94 (94)–0, 46–82 (66), 113 (113)–0, 70–6, 84 (51)–42
II sesja: 125 (125)–6, 64–50, 65–58, 56–65, 0–120 (67, 52), 12–65 (58), 73 (72)–25, 68–54 (50)
III sesja: 80 (56)–15, 54–61, 87 (75)–5, 44–70, 0–143 (143), 95 (91)–15, 32–65, 30–84
IV sesja: 105 (105)–20, 0–91 (52), 22–67, 6–78 (74), 0–96 (96), 78 (78)–0, 76 (53)–41, 0–139 (139), 32–73 (55)

#### G. Wilson – J. Trump
Mecz rozpoczął się 2 maja w sesji wieczornej. W pierwszym frejmie Wilson zbudował wysokie podejście w wysokości 61 punktów, co jednak nie pozwoliło wygrać partii. Lepszy w niej był Trump. Kolene dwie partie zapisał już na swoje konto Wilson. W trzeciej partii meczu zanotował on podejście w wysokości 140 punktów. Ostatnią partię przed przerwą wygrał Trump podejściem 54-punktowym, co dało remis w meczu 2–2. Po przerwie pierwszego frejma wygrał ponownie Trump, na co dwoma kolejnymi wygranymi partiami odpowiedział Wilson. W ostatniej partii sesji ponownie lepszy okazał się Trump, ustalając wynik meczu na 4–4 po pierwszej jego odsłonie. W partii tej Anglik wbił breaka 54-punktowego.
Drugą część meczu rozegrano 3 maja w sesji popołudniowej. W pierwszej partii sesji obaj zawodnicy popisali się wysokimi breakami. Trump zbudował podejście w wysokości 50 punktów, jednak to 65-punktowe podejście Wilsona pozwoliło wygrać całego frejma. W kolejnej partii lepszy już okazał się Trump, zaliczając 56-punktowe. Partię trzecią całej sesji wygrał Wilson. Kolejne cztery partie z rzędu wygrał Trump, co pozwoliło wyjść na prowadzenie w całym meczu 9–6. Trump w wygranych frejmach odnotował między innymi podejścia w wysokości 73, 123 oraz 75 punktów. Ostatnią partię sesji wygrał Wilson, zmniejszając prowadzenie Trumpa do stanu 9–7. Wilson w wygranej partii wbił breaka w wysokości 77 punktów.
Trzecia odsłona meczu została rozegrana 4 maja w sesji porannej. Z pierwszych czterech partii sesji, trzy wygrał Trump. Zwycięstwo Wilsona przypadło jedynie w partii trzeciej tej części meczu. Z kolei Trump w partii czwartej zbudował podejście w wysokości 114 punktów, co było pierwszym podejściem powyżej 50 punktów tego poranka. W partii po regulaminowej przerwie to ponownie Trump zbudował wysokiego breaka, w którym uzyskał 50 punktów. Nie pozwoliło to jednak wygrać tej partii, lepszy w niej okazał się Wilson. 67 punktów w podejściu Trumpa w kolejnej partii już pozwoliło w niej triumfować. Na to osiągnięcie, w przedostatniej partii sesji Wilson również odpowiedział wysokim podejściem (52 punkty) oraz zwycięstwem w partii. Ostatni frejm tej odsłony meczu padł ponownie łupem Trumpa, co dało Anglikowi prowadzenie 14–10 przed ostatnią, decydującą sesją.
Finałowa część meczu została rozegrana 4 maja w sesji wieczornej. Pierwsze dwie partie sesji zawodnicy rozdzielili między siebie. Pierwszego frejma wygrał Trump, drugiego Wilson, w którym zbudował podejście w wysokości 68 punktów. Trzecia i czwarta partia tej części meczu padła już łupem Trumpa, który tym samym zamknął cały pojedynek wynikiem 17–11. Trump w ostatnich dwóch frejmach pojedynku wbił breaki w wysokości 97 oraz 88 punktów.
Wynik: Gary Wilson 11–17 Judd Trump
I sesja: 61 (61)–73, 62–24, 140 (140)–0, 24–79 (54), 0–70, 88–25, 63–1, 25–74 (54)
II sesja: 79 (65)–50 (50), 31–75 (56), 76–55, 0–73 (73), 0–123 (123), 1–90 (75), 17–68, 77 (77)–4
III sesja: 21–57, 22–60, 76–42, 0–116 (114), 69–55 (50), 1–67 (67), 92 (52)–0, 25–63
IV sesja: 54–64, 90 (68)–28, 6–107 (97), 0–88 (88)

### Finał
Finał turnieju został rozegrany w dniach 5–6 maja.

#### J. Higgins – J. Trump

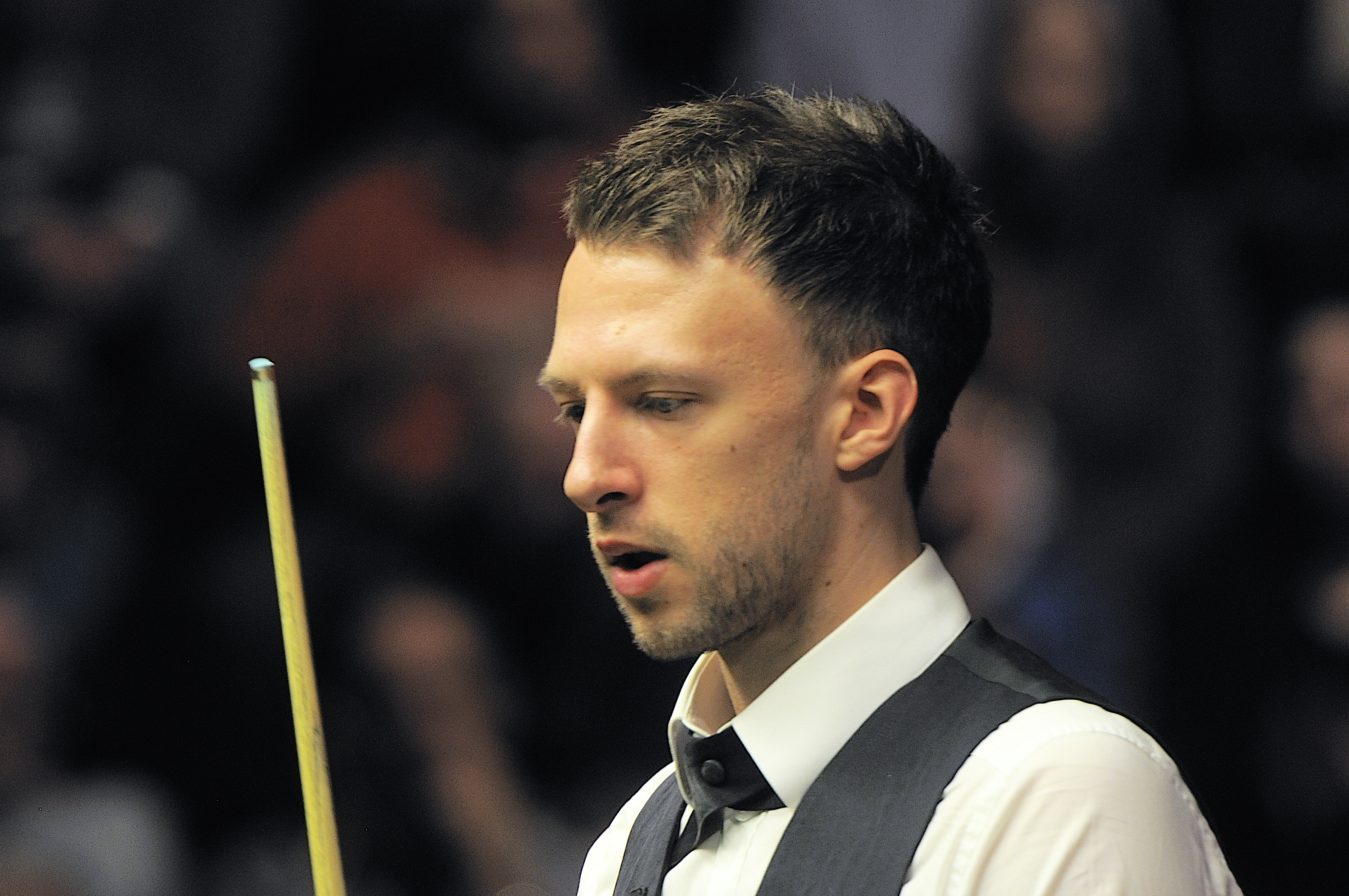
Judd Trump po wygraniu meczu finałowego został mistrzem świata

Mecz został rozpoczęty 5 maja w sesji popołudniowej. Pierwsze dwie partie pojedynku na swoje konto zapisał Trump. W dwóch wygranych frejmach Anglik zanotował podejścia w wysokości 51 oraz 63 punktów. Dwie kolejne partie były partiami z breakami stupunktowymi. W trzeciej Higgins w podejściu wbił 139 punktów, z kolei w czwartej Trump 105 punktów. Po regulaminowej przerwie trzy kolejne partie wygrał Szkot, budując przy tym między innymi podejścia w wysokości 69 oraz 101 punktów. W tym fragmencie meczu Trump wbił zaledwie 8 punktów, pozwalając Higginsowi na zdobycie 244 bez odpowiedzi Anglika. Trump zdołał jednak wygrać ostatnią partię sesji, w której wbił breaka 103-punktowego, ustalając tym samym wynik pierwszej odsłony meczu na 4–4.
Druga część meczu została rozegrana 5 maja w sesji wieczornej. Toczyła się ona pod dyktando Anglika. Higgins wygrał pierwszego frejma sesji breakiem 125-punktowym. Jednak Trump wygrał kolejne osiem partii, zamykając drugą odsłonę meczu wynikiem 12–5 w całym pojedynku. Anglik w drugiej sesji zanotował podejścia w wysokości 135, 114, 71, 58 oraz 70 punktów.
Trzecią odsłonę meczu rozegrano 6 maja w sesji popołudniowej. Dwie pierwsze partie sesji wygrał Higgins, notując przy tym podejścia w wysokości 113 oraz 59 punktów. Break z pierwszego frejma sesji był jednocześnie nieudanym atakiem na breaka maksymalnego. Kolejne trzy partie z rzędu na swoje konto zapisał Anglik. Odpowiedział on Szkotowi również wysokimi podejściami, notując 101, 71 oraz 126 punktów i nie pozwalając przeciwnikowi na zdobycie choćby jednego punktu. Higgins zdołał odrobić część strat, wygrywając dwie kolejne partie, w których również popisywał się wysokimi breakami: 67 oraz 70 punktów. Dzięki temu Szkot zagwarantował rozegranie czwartej sesji. W ostatniej partii sesji breaka maksymalnego tym razem atakował Anglik. Był to jednak również atak nieudany, skończył się na 104 punktach w podejściu. Trump dzięki temu zachował siedem partii przewagi z początku sesji nad Szkotem, kończąc trzecią część spotkania wynikiem 16–9 w całym pojedynku.
Ostatnia sesja meczu została rozegrana 6 maja w sesji wieczornej. Składała się ona z dwóch partii, którymi Trump zamknął mecz wynikiem 18–9. W dwóch wygranych przez siebie frejmach Anglik zanotował podejścia w wysokości 94 oraz 62 punktów.
Wynik: John Higgins 9–18 Judd Trump
I sesja: 1–66 (51), 45–72 (63), 139 (139)–0, 0–105 (105), 70 (69)–8, 74–0, 101 (101)–0, 4–103 (103)
II sesja: 125 (125)–1, 0–66, 4–139 (135), 45–67, 0–118 (114), 30–64, 28–95 (71), 20–70 (58), 19–85 (70)
III sesja: 113 (113)–0, 60 (59)–35, 0–101 (101), 0–72 (71), 0–126 (126), 92 (67)–16, 79 (70)–11, 0–104 (104)
IV sesja: 0–94 (94), 1–63 (62)

## Drabinka turniejowa
|  |                         |                         |                         |                 |                 |                         |                         |                         |  |  |                              |                              |                              |  |  |                           |                           |                           |  |  |                       |                       |                       |
|  | Runda 1 (do 10 frejmów) | Runda 1 (do 10 frejmów) | Runda 1 (do 10 frejmów) |                 |                 | Runda 2 (do 13 frejmów) | Runda 2 (do 13 frejmów) | Runda 2 (do 13 frejmów) |  |  | Ćwierćfinały (do 13 frejmów) | Ćwierćfinały (do 13 frejmów) | Ćwierćfinały (do 13 frejmów) |  |  | Półfinały (do 17 frejmów) | Półfinały (do 17 frejmów) | Półfinały (do 17 frejmów) |  |  | Finał (do 18 frejmów) | Finał (do 18 frejmów) | Finał (do 18 frejmów) |
|  | Runda 1 (do 10 frejmów) | Runda 1 (do 10 frejmów) | Runda 1 (do 10 frejmów) |                 |                 | Runda 2 (do 13 frejmów) | Runda 2 (do 13 frejmów) | Runda 2 (do 13 frejmów) |  |  | Ćwierćfinały (do 13 frejmów) | Ćwierćfinały (do 13 frejmów) | Ćwierćfinały (do 13 frejmów) |  |  | Półfinały (do 17 frejmów) | Półfinały (do 17 frejmów) | Półfinały (do 17 frejmów) |  |  | Finał (do 18 frejmów) | Finał (do 18 frejmów) | Finał (do 18 frejmów) |
|  |                         |                         |                         |                 |                 |                         |                         |                         |  |  |                              |                              |                              |  |  |                           |                           |                           |  |  |                       |                       |                       |
|  |                         |                         |                         |                 |                 |                         |                         |                         |  |  |                              |                              |                              |  |  |                           |                           |                           |  |  |                       |                       |                       |
|  | 1                       | Mark Williams           | 10                      |                 |                 |                         |                         |                         |  |  |                              |                              |                              |  |  |                           |                           |                           |  |  |                       |                       |                       |
|  | 1                       | Mark Williams           | 10                      |                 |                 |                         |                         |                         |  |  |                              |                              |                              |  |  |                           |                           |                           |  |  |                       |                       |                       |
|  |                         | Martin Gould            | 7                       |                 |                 |                         |                         |                         |  |  |                              |                              |                              |  |  |                           |                           |                           |  |  |                       |                       |                       |
|  |                         | Martin Gould            | 7                       |                 | 1               | Mark Williams           | 9                       |                         |  |  |                              |                              |                              |  |  |                           |                           |                           |  |  |                       |                       |                       |
|  |                         |                         |                         |                 | 1               | Mark Williams           | 9                       |                         |  |  |                              |                              |                              |  |  |                           |                           |                           |  |  |                       |                       |                       |
|  |                         |                         | 16                      | David Gilbert   | 13              |                         |                         |                         |  |  |                              |                              |                              |  |  |                           |                           |                           |  |  |                       |                       |                       |
|  | 16                      | David Gilbert           | 16                      | David Gilbert   | 13              | 10                      |                         |                         |  |  |                              |                              |                              |  |  |                           |                           |                           |  |  |                       |                       |                       |
|  | 16                      | David Gilbert           |                         |                 |                 |                         |                         |                         |  |  |                              |                              |                              |  |  |                           |                           |                           |  |  |                       |                       |                       |
|  |                         | Joe Perry               | 7                       |                 |                 |                         |                         |                         |  |  |                              |                              |                              |  |  |                           |                           |                           |  |  |                       |                       |                       |
|  |                         | Joe Perry               | 7                       |                 | 16              | David Gilbert           | 13                      |                         |  |  |                              |                              |                              |  |  |                           |                           |                           |  |  |                       |                       |                       |
|  |                         |                         |                         |                 |                 |                         |                         |                         |  |  |                              |                              |                              |  |  |                           |                           |                           |  |  |                       |                       |                       |
|  |                         |                         | 8                       | Kyren Wilson    | 8               |                         |                         |                         |  |  |                              |                              |                              |  |  |                           |                           |                           |  |  |                       |                       |                       |
|  | 9                       | Barry Hawkins           | 8                       | Kyren Wilson    | 8               | 10                      |                         |                         |  |  |                              |                              |                              |  |  |                           |                           |                           |  |  |                       |                       |                       |
|  | 9                       | Barry Hawkins           |                         |                 |                 |                         |                         |                         |  |  |                              |                              |                              |  |  |                           |                           |                           |  |  |                       |                       |                       |
|  |                         | Li Hang                 | 1                       |                 |                 |                         |                         |                         |  |  |                              |                              |                              |  |  |                           |                           |                           |  |  |                       |                       |                       |
|  |                         | Li Hang                 | 1                       |                 | 9               | Barry Hawkins           | 11                      |                         |  |  |                              |                              |                              |  |  |                           |                           |                           |  |  |                       |                       |                       |
|  |                         |                         |                         |                 | 9               | Barry Hawkins           | 11                      |                         |  |  |                              |                              |                              |  |  |                           |                           |                           |  |  |                       |                       |                       |
|  |                         |                         | 8                       | Kyren Wilson    | 13              |                         |                         |                         |  |  |                              |                              |                              |  |  |                           |                           |                           |  |  |                       |                       |                       |
|  | 8                       | Kyren Wilson            | 8                       | Kyren Wilson    | 13              | 10                      |                         |                         |  |  |                              |                              |                              |  |  |                           |                           |                           |  |  |                       |                       |                       |
|  | 8                       | Kyren Wilson            |                         |                 |                 |                         |                         |                         |  |  |                              |                              |                              |  |  |                           |                           |                           |  |  |                       |                       |                       |
|  |                         | Scott Donaldson         | 4                       |                 |                 |                         |                         |                         |  |  |                              |                              |                              |  |  |                           |                           |                           |  |  |                       |                       |                       |
|  |                         | Scott Donaldson         | 4                       |                 | 16              | David Gilbert           | 16                      |                         |  |  |                              |                              |                              |  |  |                           |                           |                           |  |  |                       |                       |                       |
|  |                         |                         |                         |                 |                 |                         |                         |                         |  |  |                              |                              |                              |  |  |                           |                           |                           |  |  |                       |                       |                       |
|  |                         |                         | 5                       | John Higgins    | 17              |                         |                         |                         |  |  |                              |                              |                              |  |  |                           |                           |                           |  |  |                       |                       |                       |
|  | 5                       | John Higgins            | 5                       | John Higgins    | 17              | 10                      |                         |                         |  |  |                              |                              |                              |  |  |                           |                           |                           |  |  |                       |                       |                       |
|  | 5                       | John Higgins            |                         |                 |                 |                         |                         |                         |  |  |                              |                              |                              |  |  |                           |                           |                           |  |  |                       |                       |                       |
|  |                         | Mark Davis              | 7                       |                 |                 |                         |                         |                         |  |  |                              |                              |                              |  |  |                           |                           |                           |  |  |                       |                       |                       |
|  |                         | Mark Davis              | 7                       |                 | 5               | John Higgins            | 13                      |                         |  |  |                              |                              |                              |  |  |                           |                           |                           |  |  |                       |                       |                       |
|  |                         |                         |                         |                 | 5               | John Higgins            | 13                      |                         |  |  |                              |                              |                              |  |  |                           |                           |                           |  |  |                       |                       |                       |
|  |                         |                         | 12                      | Stuart Bingham  | 11              |                         |                         |                         |  |  |                              |                              |                              |  |  |                           |                           |                           |  |  |                       |                       |                       |
|  | 12                      | Stuart Bingham          | 12                      | Stuart Bingham  | 11              | 10                      |                         |                         |  |  |                              |                              |                              |  |  |                           |                           |                           |  |  |                       |                       |                       |
|  | 12                      | Stuart Bingham          |                         |                 |                 |                         |                         |                         |  |  |                              |                              |                              |  |  |                           |                           |                           |  |  |                       |                       |                       |
|  |                         | Graeme Dott             | 9                       |                 |                 |                         |                         |                         |  |  |                              |                              |                              |  |  |                           |                           |                           |  |  |                       |                       |                       |
|  |                         | Graeme Dott             | 9                       |                 | 5               | John Higgins            | 13                      |                         |  |  |                              |                              |                              |  |  |                           |                           |                           |  |  |                       |                       |                       |
|  |                         |                         |                         |                 |                 |                         |                         |                         |  |  |                              |                              |                              |  |  |                           |                           |                           |  |  |                       |                       |                       |
|  |                         |                         | 4                       | Neil Robertson  | 10              |                         |                         |                         |  |  |                              |                              |                              |  |  |                           |                           |                           |  |  |                       |                       |                       |
|  | 13                      | Shaun Murphy            | 4                       | Neil Robertson  | 10              | 10                      |                         |                         |  |  |                              |                              |                              |  |  |                           |                           |                           |  |  |                       |                       |                       |
|  | 13                      | Shaun Murphy            |                         |                 |                 |                         |                         |                         |  |  |                              |                              |                              |  |  |                           |                           |                           |  |  |                       |                       |                       |
|  |                         | Luo Honghao             | 0                       |                 |                 |                         |                         |                         |  |  |                              |                              |                              |  |  |                           |                           |                           |  |  |                       |                       |                       |
|  |                         | Luo Honghao             | 0                       |                 | 13              | Shaun Murphy            | 6                       |                         |  |  |                              |                              |                              |  |  |                           |                           |                           |  |  |                       |                       |                       |
|  |                         |                         |                         |                 | 13              | Shaun Murphy            | 6                       |                         |  |  |                              |                              |                              |  |  |                           |                           |                           |  |  |                       |                       |                       |
|  |                         |                         | 4                       | Neil Robertson  | 13              |                         |                         |                         |  |  |                              |                              |                              |  |  |                           |                           |                           |  |  |                       |                       |                       |
|  | 4                       | Neil Robertson          | 4                       | Neil Robertson  | 13              | 10                      |                         |                         |  |  |                              |                              |                              |  |  |                           |                           |                           |  |  |                       |                       |                       |
|  | 4                       | Neil Robertson          |                         |                 |                 |                         |                         |                         |  |  |                              |                              |                              |  |  |                           |                           |                           |  |  |                       |                       |                       |
|  |                         | Michael Georgiou        | 1                       |                 |                 |                         |                         |                         |  |  |                              |                              |                              |  |  |                           |                           |                           |  |  |                       |                       |                       |
|  |                         | Michael Georgiou        | 1                       |                 | 5               | John Higgins            | 9                       |                         |  |  |                              |                              |                              |  |  |                           |                           |                           |  |  |                       |                       |                       |
|  |                         |                         |                         |                 |                 |                         |                         |                         |  |  |                              |                              |                              |  |  |                           |                           |                           |  |  |                       |                       |                       |
|  |                         |                         | 7                       | Judd Trump      | 18              |                         |                         |                         |  |  |                              |                              |                              |  |  |                           |                           |                           |  |  |                       |                       |                       |
|  | 3                       | Mark Selby              | 7                       | Judd Trump      | 18              | 10                      |                         |                         |  |  |                              |                              |                              |  |  |                           |                           |                           |  |  |                       |                       |                       |
|  | 3                       | Mark Selby              |                         |                 |                 |                         |                         |                         |  |  |                              |                              |                              |  |  |                           |                           |                           |  |  |                       |                       |                       |
|  |                         | Zhao Xintong            | 7                       |                 |                 |                         |                         |                         |  |  |                              |                              |                              |  |  |                           |                           |                           |  |  |                       |                       |                       |
|  |                         | Zhao Xintong            | 7                       |                 | 3               | Mark Selby              | 10                      |                         |  |  |                              |                              |                              |  |  |                           |                           |                           |  |  |                       |                       |                       |
|  |                         |                         |                         |                 | 3               | Mark Selby              | 10                      |                         |  |  |                              |                              |                              |  |  |                           |                           |                           |  |  |                       |                       |                       |
|  |                         |                         |                         | Gary Wilson     | 13              |                         |                         |                         |  |  |                              |                              |                              |  |  |                           |                           |                           |  |  |                       |                       |                       |
|  | 14                      | Luca Brecel             | 9                       | Gary Wilson     | 13              |                         |                         |                         |  |  |                              |                              |                              |  |  |                           |                           |                           |  |  |                       |                       |                       |
|  | 14                      | Luca Brecel             | 9                       |                 |                 |                         |                         |                         |  |  |                              |                              |                              |  |  |                           |                           |                           |  |  |                       |                       |                       |
|  |                         | Gary Wilson             | 10                      |                 |                 |                         |                         |                         |  |  |                              |                              |                              |  |  |                           |                           |                           |  |  |                       |                       |                       |
|  |                         | Gary Wilson             | 10                      |                 | Gary Wilson     | Gary Wilson             | 13                      |                         |  |  |                              |                              |                              |  |  |                           |                           |                           |  |  |                       |                       |                       |
|  |                         |                         |                         |                 |                 |                         |                         |                         |  |  |                              |                              |                              |  |  |                           |                           |                           |  |  |                       |                       |                       |
|  |                         |                         | Allister Carter         | Allister Carter | 9               |                         |                         |                         |  |  |                              |                              |                              |  |  |                           |                           |                           |  |  |                       |                       |                       |
|  | 11                      | Jack Lisowski           | Allister Carter         | Allister Carter | 9               | 6                       |                         |                         |  |  |                              |                              |                              |  |  |                           |                           |                           |  |  |                       |                       |                       |
|  | 11                      | Jack Lisowski           |                         |                 |                 |                         |                         |                         |  |  |                              |                              |                              |  |  |                           |                           |                           |  |  |                       |                       |                       |
|  |                         | Allister Carter         | 10                      |                 |                 |                         |                         |                         |  |  |                              |                              |                              |  |  |                           |                           |                           |  |  |                       |                       |                       |
|  |                         | Allister Carter         | 10                      |                 | Allister Carter | Allister Carter         | 13                      |                         |  |  |                              |                              |                              |  |  |                           |                           |                           |  |  |                       |                       |                       |
|  |                         |                         |                         |                 | Allister Carter | Allister Carter         | 13                      |                         |  |  |                              |                              |                              |  |  |                           |                           |                           |  |  |                       |                       |                       |
|  |                         |                         | Zhou Yuelong            | Zhou Yuelong    | 9               |                         |                         |                         |  |  |                              |                              |                              |  |  |                           |                           |                           |  |  |                       |                       |                       |
|  | 6                       | Mark Allen              | Zhou Yuelong            | Zhou Yuelong    | 9               | 7                       |                         |                         |  |  |                              |                              |                              |  |  |                           |                           |                           |  |  |                       |                       |                       |
|  | 6                       | Mark Allen              |                         |                 |                 |                         |                         |                         |  |  |                              |                              |                              |  |  |                           |                           |                           |  |  |                       |                       |                       |
|  |                         | Zhou Yuelong            | 10                      |                 |                 |                         |                         |                         |  |  |                              |                              |                              |  |  |                           |                           |                           |  |  |                       |                       |                       |
|  |                         | Zhou Yuelong            | 10                      |                 |                 | Gary Wilson             | 11                      |                         |  |  |                              |                              |                              |  |  |                           |                           |                           |  |  |                       |                       |                       |
|  |                         |                         |                         |                 |                 |                         |                         |                         |  |  |                              |                              |                              |  |  |                           |                           |                           |  |  |                       |                       |                       |
|  |                         |                         | 7                       | Judd Trump      | 17              |                         |                         |                         |  |  |                              |                              |                              |  |  |                           |                           |                           |  |  |                       |                       |                       |
|  | 7                       | Judd Trump              | 7                       | Judd Trump      | 17              | 10                      |                         |                         |  |  |                              |                              |                              |  |  |                           |                           |                           |  |  |                       |                       |                       |
|  | 7                       | Judd Trump              |                         |                 |                 |                         |                         |                         |  |  |                              |                              |                              |  |  |                           |                           |                           |  |  |                       |                       |                       |
|  |                         | Thepchaiya Un-Nooh      | 9                       |                 |                 |                         |                         |                         |  |  |                              |                              |                              |  |  |                           |                           |                           |  |  |                       |                       |                       |
|  |                         | Thepchaiya Un-Nooh      | 9                       |                 | 7               | Judd Trump              | 13                      |                         |  |  |                              |                              |                              |  |  |                           |                           |                           |  |  |                       |                       |                       |
|  |                         |                         |                         |                 | 7               | Judd Trump              | 13                      |                         |  |  |                              |                              |                              |  |  |                           |                           |                           |  |  |                       |                       |                       |
|  |                         |                         | 10                      | Ding Junhui     | 9               |                         |                         |                         |  |  |                              |                              |                              |  |  |                           |                           |                           |  |  |                       |                       |                       |
|  | 10                      | Ding Junhui             | 10                      | Ding Junhui     | 9               | 10                      |                         |                         |  |  |                              |                              |                              |  |  |                           |                           |                           |  |  |                       |                       |                       |
|  | 10                      | Ding Junhui             |                         |                 |                 |                         |                         |                         |  |  |                              |                              |                              |  |  |                           |                           |                           |  |  |                       |                       |                       |
|  |                         | Anthony McGill          | 7                       |                 |                 |                         |                         |                         |  |  |                              |                              |                              |  |  |                           |                           |                           |  |  |                       |                       |                       |
|  |                         | Anthony McGill          | 7                       |                 | 7               | Judd Trump              | 13                      |                         |  |  |                              |                              |                              |  |  |                           |                           |                           |  |  |                       |                       |                       |
|  |                         |                         |                         |                 |                 |                         |                         |                         |  |  |                              |                              |                              |  |  |                           |                           |                           |  |  |                       |                       |                       |
|  |                         |                         | 15                      | Stephen Maguire | 6               |                         |                         |                         |  |  |                              |                              |                              |  |  |                           |                           |                           |  |  |                       |                       |                       |
|  | 15                      | Stephen Maguire         | 15                      | Stephen Maguire | 6               | 10                      |                         |                         |  |  |                              |                              |                              |  |  |                           |                           |                           |  |  |                       |                       |                       |
|  | 15                      | Stephen Maguire         |                         |                 |                 |                         |                         |                         |  |  |                              |                              |                              |  |  |                           |                           |                           |  |  |                       |                       |                       |
|  |                         | Tian Pengfei            | 9                       |                 |                 |                         |                         |                         |  |  |                              |                              |                              |  |  |                           |                           |                           |  |  |                       |                       |                       |
|  |                         | Tian Pengfei            | 9                       |                 | 15              | Stephen Maguire         | 13                      |                         |  |  |                              |                              |                              |  |  |                           |                           |                           |  |  |                       |                       |                       |
|  |                         |                         |                         |                 | 15              | Stephen Maguire         | 13                      |                         |  |  |                              |                              |                              |  |  |                           |                           |                           |  |  |                       |                       |                       |
|  |                         |                         |                         | James Cahill    | 12              |                         |                         |                         |  |  |                              |                              |                              |  |  |                           |                           |                           |  |  |                       |                       |                       |
|  | 2                       | Ronnie O’Sullivan       | 8                       | James Cahill    | 12              |                         |                         |                         |  |  |                              |                              |                              |  |  |                           |                           |                           |  |  |                       |                       |                       |
|  | 2                       | Ronnie O’Sullivan       | 8                       |                 |                 |                         |                         |                         |  |  |                              |                              |                              |  |  |                           |                           |                           |  |  |                       |                       |                       |
|  |                         | James Cahill            | 10                      |                 |                 |                         |                         |                         |  |  |                              |                              |                              |  |  |                           |                           |                           |  |  |                       |                       |                       |
|  |                         | James Cahill            | 10                      |                 |                 |                         |                         |                         |  |  |                              |                              |                              |  |  |                           |                           |                           |  |  |                       |                       |                       |
|  |                         |                         |                         |                 |                 |                         |                         |                         |  |  |                              |                              |                              |  |  |                           |                           |                           |  |  |                       |                       |                       |

## Finał
| Finał: Do 18 wygranych frame'ów · Crucible Theatre, Sheffield, Anglia, 5–6 maja 2019 · Sędzia: Leo Scullion |                    |            |
| John Higgins | 9 – 18             | Judd Trump |
| 5 maja Sesja popołudniowa (8 frejmów): 1–66 (51), 45–72 (63), 139 (139)–0, 0–105 (105), 70 (69)–8, 74–0, 101 (101)–0, 4–103 (103) Sesja wieczorna (9 frejmów): 125 (125)–1, 0–66, 4–139 (135), 45–67, 0–118 (114), 30–64, 28–95 (71), 20–70 (58), 19–85 (70) 6 maja Sesja popołudniowa (8 frejmów): 113 (113)–0, 60 (59)–35, 0–101 (101), 0–72 (71), 0–126 (126), 92 (67)–16, 79 (70)–11, 0–104 (104) Sesja wieczorna (pozostałe frejmy): 0–94 (94), 1–63 (62) |                    |            |
| 139 | Najwyższy break    | 135        |
| 4 | Breaki stupunktowe | 7          |
| 4 | Breaki 50-punktowe | 8          |

## Breaki stupunktowe fazy zasadniczej turnieju
W turnieju padło rekordowe 100 breaków stupunktowych w wykonaniu 23 zawodników. Najwięcej z nich (czternaście) wbił zdobywca tytułu, Judd Trump. 

- 143, 139, 139, 135, 132, 132, 130, 125, 113, 101, 101, 100  John Higgins
- 141, 135, 131, 126, 123, 114, 114, 106, 105, 104, 103, 103, 101, 101  Judd Trump
- 140, 134, 134, 117, 115, 109, 106, 100  Gary Wilson
- 139, 125, 113, 109, 105, 102, 100  David Gilbert
- 138, 132, 131, 125, 111, 104, 100  Kyren Wilson
- 138, 123, 112, 109, 102, 101  Shaun Murphy
- 137, 136, 130, 105  Barry Hawkins
- 136  Joe Perry
- 135, 128, 102  Allister Carter
- 134, 129, 106  Ding Junhui
- 131, 131, 120, 102  Mark Selby
- 131, 125, 122, 121, 110, 105, 103  Stephen Maguire
- 131  Luca Brecel
- 131  Mark Allen
- 129, 105, 101  Mark Williams
- 127, 120, 120, 114, 106, 100  Neil Robertson
- 124, 101  Jack Lisowski
- 114  Graeme Dott
- 112, 107, 106  Stuart Bingham
- 106, 105, 101  Zhou Yuelong
- 104, 100  Tian Pengfei
- 104  Ronnie O’Sullivan
- 101  James Cahill

## Statystyki turnieju

### Statystyki pierwszej rundy
| Państwo           | L. zawodników | % zawodników |
| ----------------- | ------------- | ------------ |
| Anglia            | 15            | 46,88%       |
| Chiny             | 6             | 18,75%       |
| Szkocja           | 5             | 15,63%       |
| Australia         | 1             | 3,13%        |
| Belgia            | 1             | 3,13%        |
| Cypr              | 1             | 3,13%        |
| Irlandia Północna | 1             | 3,13%        |
| Tajlandia         | 1             | 3,13%        |
| Walia             | 1             | 3,13%        |

- Liczba uczestników rundy: 32 zawodników
- Liczba rozstawionych zawodników w rundzie: 16
- Liczba nierozstawionych zawodników w rundzie: 16
- Liczba zwycięstw zawodników rozstawionych: 12
- Liczba zwycięstw zawodników nierozstawionych: 4
- Liczba rozegranych partii (maksymalnie możliwa): 258 (304)
- Średnia liczba partii w meczu: 16,125
- Najwyższe zwycięstwo: 10–0
- Liczba meczów rozstrzygniętych w ostatniej partii: 4
- Najwyższy break rundy: 141
- Liczba breaków stupunktowych: 32[51]

### Statystyki drugiej rundy
| Państwo   | L. zawodników | % zawodników |
| --------- | ------------- | ------------ |
| Anglia    | 10            | 62,50%       |
| Chiny     | 2             | 12,50%       |
| Szkocja   | 2             | 12,50%       |
| Australia | 1             | 6,25%        |
| Walia     | 1             | 6,25%        |

- Liczba uczestników rundy: 16 zawodników
- Liczba rozstawionych zawodników w rundzie: 12
- Liczba nierozstawionych zawodników w rundzie: 4
- Liczba zwycięstw zawodników rozstawionych: 6
- Liczba zwycięstw zawodników nierozstawionych: 2
- Liczba rozegranych partii (maksymalnie możliwa): 181 (200)
- Średnia liczba partii w meczu: 22,625
- Najwyższe zwycięstwo: 13–6
- Liczba meczów rozstrzygniętych w ostatniej partii: 1
- Najwyższy break rundy: 139
- Liczba breaków stupunktowych: 31[51]

### Statystyki ćwierćfinałów
| Państwo   | L. zawodników | % zawodników |
| --------- | ------------- | ------------ |
| Anglia    | 5             | 62,50%       |
| Szkocja   | 2             | 25,00%       |
| Australia | 1             | 12,50%       |

- Liczba uczestników rundy: 8 zawodników
- Liczba rozstawionych zawodników w rundzie: 6
- Liczba nierozstawionych zawodników w rundzie: 2
- Liczba zwycięstw zawodników rozstawionych: 3
- Liczba zwycięstw zawodników nierozstawionych: 1
- Liczba rozegranych partii (maksymalnie możliwa): 85 (100)
- Średnia liczba partii w meczu: 21,25
- Najwyższe zwycięstwo: 13–6
- Liczba meczów rozstrzygniętych w ostatniej partii: 0
- Najwyższy break rundy: 138
- Liczba breaków stupunktowych: 18[51]

### Statystyki półfinałów
| Państwo | L. zawodników | % zawodników |
| ------- | ------------- | ------------ |
| Anglia  | 3             | 75,00%       |
| Szkocja | 1             | 25,00%       |

- Liczba uczestników rundy: 4 zawodników
- Liczba rozstawionych zawodników w rundzie: 3
- Liczba nierozstawionych zawodników w rundzie: 1
- Liczba zwycięstw zawodników rozstawionych: 2
- Liczba zwycięstw zawodników nierozstawionych: 0
- Liczba rozegranych partii (maksymalnie możliwa): 61 (66)
- Średnia liczba partii w meczu: 30,5
- Najwyższe zwycięstwo: 17–11
- Liczba meczów rozstrzygniętych w ostatniej partii: 1
- Najwyższy break rundy: 143
- Liczba breaków stupunktowych: 8[51]

## Ranking światowy
| Lp. | Zawodnik          | Punkty    |
| --- | ----------------- | --------- |
| 1.  | Ronnie O’Sullivan | 1 234 000 |
| 2.  | Mark Selby        | 1 097 225 |
| 3.  | Mark J. Williams  | 1 010 000 |
| 4.  | Neil Robertson    | 817 500   |
| 5.  | John Higgins      | 755 500   |
| 6.  | Mark Allen        | 702 000   |
| 7.  | Judd Trump        | 666 500   |
| 8.  | Kyren Wilson      | 548 725   |
| 9.  | Barry Hawkins     | 454 500   |
| 10. | Ding Junhui       | 448 500   |
| 11. | Jack Lisowski     | 406 600   |
| 12. | Stuart Bingham    | 385 500   |
| 13. | Shaun Murphy      | 370 000   |
| 14. | Luca Brecel       | 366 600   |
| 15. | Stephen Maguire   | 333 500   |
| 16. | David Gilbert     | 306 000   |

| Lp. | Zawodnik          | Punkty    | Zmiana |
| --- | ----------------- | --------- | ------ |
| 1.  | Ronnie O’Sullivan | 1 196 500 |        |
| 2.  | Judd Trump        | 1 166 500 | 5      |
| 3.  | Mark J. Williams  | 1 028 000 |        |
| 4.  | Neil Robertson    | 842 500   |        |
| 5.  | John Higgins      | 795 500   |        |
| 6.  | Mark Selby        | 752 225   | 4      |
| 7.  | Mark Allen        | 677 000   | 1      |
| 8.  | Kyren Wilson      | 561 225   |        |
| 9.  | Barry Hawkins     | 409 500   |        |
| 10. | Ding Junhui       | 403 500   |        |
| 11. | Jack Lisowski     | 398 600   |        |
| 12. | David Gilbert     | 394 000   | 4      |
| 13. | Stuart Bingham    | 390 500   | 1      |
| 14. | Shaun Murphy      | 375 000   | 1      |
| 15. | Luca Brecel       | 350 600   | 1      |
| 16. | Stephen Maguire   | 346 000   | 1      |

- Rozegrany turniej nie miał wpływu na pozycję pierwszą w rankingu. W dalszym ciągu zajmuje ją Ronnie O’Sullivan.
- Nowy mistrz świata, Judd Trump, awansował na drugie miejsce. Zaliczył on też największy awans w pierwszej szesnastce rankingu.
- Drugim zawodnikiem z pierwszej szesnastki, który awansował na liście rankingowej, był David Gilbert.
- Największy spadek w pierwszej szesnastce, o cztery pozycje, zanotował Mark Selby.
- Żaden z zawodników nie wypadł poza pierwszą szesnastkę, jak i również żadnemu zawodnikowi nie udało się do niej awansować.

## Kwalifikacje
Do kwalifikacji, które odbyły się w dniach 10–17 kwietnia 2019 roku w English Institute of Sport w Sheffield, przystąpiło 128 graczy. Wszyscy gracze sklasyfikowani w światowym rankingu (z wyłączeniem czołowej szesnastki, która jest rozstawiona w fazie głównej turnieju) mają zagwarantowane miejsce w rozgrywkach. Stawkę uzupełnili amatorzy wyłonieni na podstawie poniższych kryteriów:
- 4 miejsca – czterech najwyżej sklasyfikowanych zawodników w rozgrywkach Challenge Tour 2018/19(inne języki):  Brandon Sargeant(inne języki),  David Grace,  Mitchell Mann,  David Lilley
- 5 miejsc – półfinaliści mistrzostw Europy EBSA do lat 21 oraz do lat 18:  Jackson Page,  Aaron Hill,  Ross Bulman(inne języki),  Dylan Emery,  Florian Nüßle
- 2 miejsca – dwie najwyżej sklasyfikowane zawodniczki w rankingu kobiet:  Ng On Yee,  Reanne Evans
- 1 miejsce – najwyżej sklasyfikowany zawodnik w rankingu seniorów:  Johnathan Bagley(inne języki)
- 1 miejsce – mistrz Afryki:  Mostafa Dorgham(inne języki)[d][111]
- 1 miejsce – mistrz Ameryki Północnej oraz Ameryki Południowej:  Igor Figueiredo
- 1 miejsce – mistrz Australii i Oceanii:  Adam Lilley[112]
- 1 miejsce – nominacja CBSA:  Pang Junxu[113]

Dodatkowo w miejsce zawodników, którzy nie wystartowali w kwalifikacjach, udział wzięli zawodnicy wyselekcjonowani przez WPBSA na podstawie rankingu Q School. Byli to:  Farakh Ajaib,  James Cahill,  Adam Duffy,  Andy Hicks,  Luke Simmonds,  Michael Judge.
Gracze zajmujący w rankingu miejsca 17-80, zostali rozstawieni w turnieju kwalifikacyjnym. Poznali oni swoich rywali drogą losowania z pozostałych graczy uprawnionych do gry w kwalifikacjach do turnieju głównego. Kwalifikacje składały się z trzech rund. Zwycięzcy meczów rundy trzeciej uzyskali awans do fazy telewizyjnej.

### Runda 1
| Ryan Day            | 10–6 | Oliver Lines     |
| Tian Pengfei        | 10–5 | Soheil Vahedi    |
| Matthew Stevens     | 10–3 | Thor Chuan Leong |
| Chris Wakelin       | 10–5 | Fan Zhengyi      |
| Gary Wilson         | 10–5 | Sanderson Lam    |
| Dominic Dale        | 10–5 | Chris Totten     |
| Liang Wenbo         | 10–0 | Basem Eltahhan   |
| Rory McLeod         | 8–10 | David Grace      |
| Robbie Williams     | 10–8 | Sam Baird        |
| Marco Fu            | 7–10 | Luo Honghao      |
| Sam Craigie         | 10–2 | Rhys Clark       |
| Tom Ford            | 10–3 | Ross Muir        |
| Akani Songsermsawad | 10–6 | Chen Zifan       |
| Robert Milkins      | 10–4 | Luke Simmonds    |
| Duane Jones         | 10–5 | Kishan Hirani    |
| Anthony McGill      | 10–8 | Ashley Hugill    |
| Graeme Dott         | 10–2 | Hamza Akbar      |
| Xu Si               | 10–2 | Sean O’Sullivan  |
| Stuart Carrington   | 6–10 | Pang Junxu       |
| Kurt Maflin         | 10–3 | Mitchell Mann    |
| Li Hang             | 10–5 | Niu Zhuang       |
| Ian Burns           | 10–7 | Farakh Ajaib     |
| Ben Woollaston      | 10–7 | Elliot Slessor   |
| Mike Dunn           | 7–10 | Nigel Bond       |
| Daniel Wells        | 10–5 | Jamie Clarke     |
| Hossein Vafaei      | 10–4 | Zhang Anda       |
| Gerard Greene       | 10–7 | Aaron Hill       |
| Martin Gould        | 10–0 | Mostafa Dorgham  |
| Michael Georgiou    | 10–7 | Lee Walker       |
| Peter Ebdon         | 10–4 | Harvey Chandler  |
| Mei Xiwen           | 10–3 | Florian Nüßle    |
| Yan Bingtao         | 10–3 | Lukas Kleckers   |

| Allister Carter       | 10–1 | Paul Davison      |
| Jimmy White           | 10–5 | Ross Bulman       |
| Michael White         | 10–4 | Andy Hicks        |
| Yuan Sijun            | 8–10 | John Astley       |
| Ricky Walden          | 10–7 | Alfie Burden      |
| Eden Szaraw           | 10–7 | David Lilley      |
| Zhou Yuelong          | 10–7 | Robin Hull        |
| Liam Highfield        | 10–7 | Hammad Miah       |
| Fergal O’Brien        | 10–4 | Jackson Page      |
| Mark Davis            | 10–6 | Rod Lawler        |
| Alexander Ursenbacher | 4–10 | Jordan Brown      |
| Lü Haotian            | 10–5 | Ashley Carty      |
| Mark Joyce            | 10–2 | Billy Joe Castle  |
| Thepchaiya Un-Nooh    | 10–4 | Johnathan Bagley  |
| Joe O’Connor          | 10–1 | Joe Swail         |
| Jimmy Robertson       | 10–0 | Chen Feilong      |
| Xiao Guodong          | 10–5 | Jak Jones         |
| Peter Lines           | 9–10 | Michael Judge     |
| Michael Holt          | 10–5 | Brandon Sargeant  |
| Andrew Higginson      | 9–10 | James Cahill      |
| Mark King             | 10–4 | Igor Figueiredo   |
| Lu Ning               | 10–4 | Allan Taylor      |
| Scott Donaldson       | 10–8 | Craig Steadman    |
| Ken Doherty           | 10–8 | Andy Lee          |
| Anthony Hamilton      | 10–9 | James Wattana     |
| Matthew Selt          | 10–3 | Dylan Emery       |
| Zhao Xintong          | 10–2 | Adam Lilley       |
| Noppon Saengkham      | 10–3 | Adam Stefanów     |
| Alan McManus          | 10–6 | Ng On Yee         |
| Martin O’Donnell      | 10–6 | Adam Duffy        |
| Zhang Yong            | 10–2 | Reanne Evans      |
| Joe Perry             | 10–1 | Simon Lichtenberg |

### Runda 2
| Ryan Day            | 3–10 | Tian Pengfei   |
| Matthew Stevens     | 10–7 | Chris Wakelin  |
| Gary Wilson         | 10–3 | Dominic Dale   |
| Liang Wenbo         | 10–7 | David Grace    |
| Robbie Williams     | 8–10 | Luo Honghao    |
| Sam Craigie         | 8–10 | Tom Ford       |
| Akani Songsermsawad | 5–10 | Robert Milkins |
| Duane Jones         | 5–10 | Anthony McGill |
| Graeme Dott         | 10–4 | Xu Si          |
| Pang Junxu          | 7–10 | Kurt Maflin    |
| Li Hang             | 10–8 | Ian Burns      |
| Ben Woollaston      | 10–4 | Nigel Bond     |
| Daniel Wells        | 10–6 | Hossein Vafaei |
| Gerard Greene       | 6–10 | Martin Gould   |
| Michael Georgiou    | 10–8 | Peter Ebdon    |
| Mei Xiwen           | 8–10 | Yan Bingtao    |

| Allister Carter  | 10–4 | Jimmy White        |
| Michael White    | 6–10 | John Astley        |
| Ricky Walden     | 9–10 | Eden Szaraw        |
| Zhou Yuelong     | 10–5 | Liam Highfield     |
| Fergal O’Brien   | 4–10 | Mark Davis         |
| Jordan Brown     | 0–10 | Lü Haotian         |
| Mark Joyce       | 5–10 | Thepchaiya Un-Nooh |
| Joe O’Connor     | 10–9 | Jimmy Robertson    |
| Xiao Guodong     | 9–10 | Michael Judge      |
| Michael Holt     | 7–10 | James Cahill       |
| Mark King        | 5–10 | Lu Ning            |
| Scott Donaldson  | 10–4 | Ken Doherty        |
| Anthony Hamilton | 7–10 | Matthew Selt       |
| Zhao Xintong     | 10–5 | Noppon Saengkham   |
| Alan McManus     | 8–10 | Martin O’Donnell   |
| Zhang Yong       | 1–10 | Joe Perry          |

### Runda 3
| Tian Pengfei     | 10–8 | Matthew Stevens |
| Gary Wilson      | 10–6 | Liang Wenbo     |
| Luo Honghao      | 10–8 | Tom Ford        |
| Robert Milkins   | 8–10 | Anthony McGill  |
| Graeme Dott      | 10–2 | Kurt Maflin     |
| Li Hang          | 10–8 | Ben Woollaston  |
| Daniel Wells     | 8–10 | Martin Gould    |
| Michael Georgiou | 10–8 | Yan Bingtao     |

| Allister Carter    | 10–4 | John Astley     |
| Eden Szaraw        | 6–10 | Zhou Yuelong    |
| Mark Davis         | 10–7 | Lü Haotian      |
| Thepchaiya Un-Nooh | 10–6 | Joe O’Connor    |
| Michael Judge      | 6–10 | James Cahill    |
| Lu Ning            | 9–10 | Scott Donaldson |
| Matthew Selt       | 4–10 | Zhao Xintong    |
| Martin O’Donnell   | 3–10 | Joe Perry       |

## Breaki stupunktowe kwalifikacji
W kwalifikacjach padły 122 breaki stupunktowe w wykonaniu 57 zawodników. Najwięcej (sześć) wbił James Cahill.
- 146, 121, 118, 113  Noppon Saengkham
- 143, 143, 116, 114, 111  Matthew Stevens
- 141, 133, 122, 119, 114  Liang Wenbo
- 140, 135, 103  Graeme Dott
- 139, 109, 107  Chris Wakelin
- 138, 128  Marco Fu
- 138, 124, 122, 102, 100  Joe O’Connor
- 138, 107  Thepchaiya Un-Nooh
- 136, 136, 115, 106  Zhou Yuelong
- 136, 113, 107, 100, 100  Daniel Wells
- 136, 106  Michael Holt
- 136  Elliot Slessor
- 135, 113  Lu Ning
- 135, 100  Lü Haotian
- 134, 112, 100  Gary Wilson
- 133, 125  Tian Pengfei
- 133, 119, 105  Xiao Guodong
- 132, 102, 100  Martin Gould
- 132  Eden Szaraw
- 131, 119, 118, 113, 103, 100  James Cahill
- 131, 118, 116  Anthony McGill
- 130, 102  Scott Donaldson
- 130  Andy Hicks
- 130  Alan McManus
- 128, 103  Yan Bingtao
- 128  Hossein Vafaei
- 127, 120, 102, 101  Allister Carter
- 127, 110, 102, 100  Joe Perry
- 127, 106  Sam Craigie
- 124, 103  Zhao Xintong
- 122, 109, 102  Mark Davis
- 121, 117, 101  Michael Georgiou
- 121  Kurt Maflin
- 121  Alexander Ursenbacher
- 120  Johnathan Bagley
- 119, 100  Stuart Carrington
- 118  Gerard Greene
- 117  Ashley Carty
- 116  Xu Si
- 116  Brandon Sargeant
- 116  Soheil Vahedi
- 114, 100  Ben Woollaston
- 114  Robbie Williams
- 112  Zhang Anda
- 111, 108  John Astley
- 111  Li Hang
- 109  Niu Zhuang
- 108, 102  Ian Burns
- 106, 101  Tom Ford
- 106  Sam Baird
- 106  Luo Honghao
- 105, 101  Mei Xiwen
- 103  Lukas Kleckers
- 102  David Lilley
- 101  Martin O’Donnell
- 101  Akani Songsermsawad
- 100  Dominic Dale